# Хронология вторжения России на Украину (июль 2023)
Данная статья является частью хронологии широкомасштабного вторжения РФ на Украину и описывает события, произошедшие в июле 2023 года.

## Июль

### 1 июля
Президент Украины Владимир Зеленский на пресс-конференции с премьер-министром Испании Педро Санчесом в Киеве заявил, что Украина будет готова к переговорам с Россией после того, как Вооружённые силы Украины выйдут на границы 1991 года.

### 2 июля

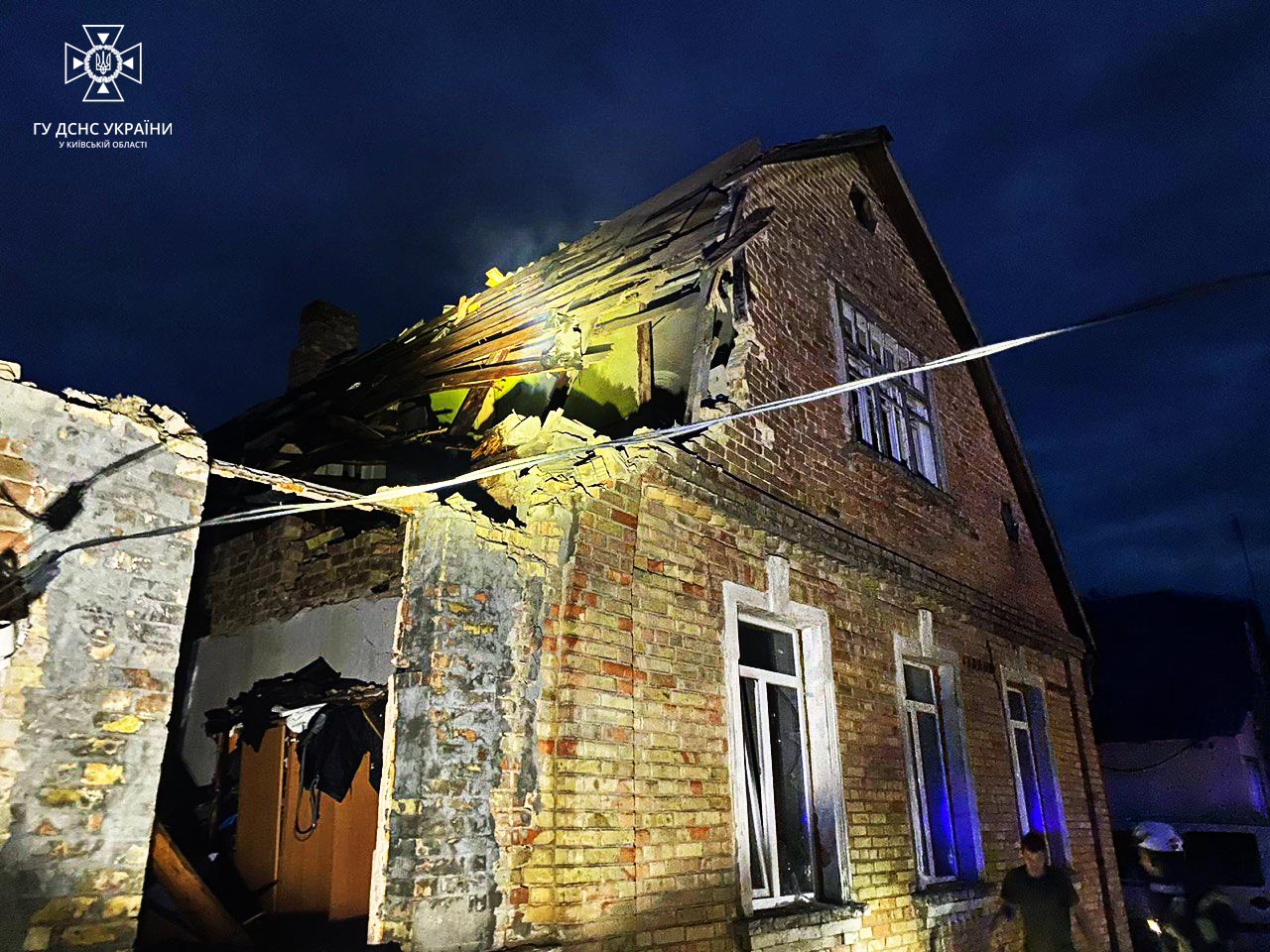
Повреждённый обломками дом в Киевской области

В ночь на 2 июля российская армия атаковала Украину ракетами и беспилотниками-камикадзе. По данным украинских военных, было запущено 8 беспилотников «Шахед» и 3 крылатые ракеты «Калибр», все из которых были сбиты. Об атаке сообщила городская администрация Киева. Обломками повреждены 3 частных дома в Киевской области, ранен один человек.

### 3 июля
Российская сторона заявила о задержании шпиона, готовившего покушение на главу Крыма Сергея Аксёнова. Согласно заявлению российских силовиков, украинский агент был задержан перед тем, как планировал заминировать автомобиль Аксёнова. Украинская сторона оставила инцидент без комментариев.

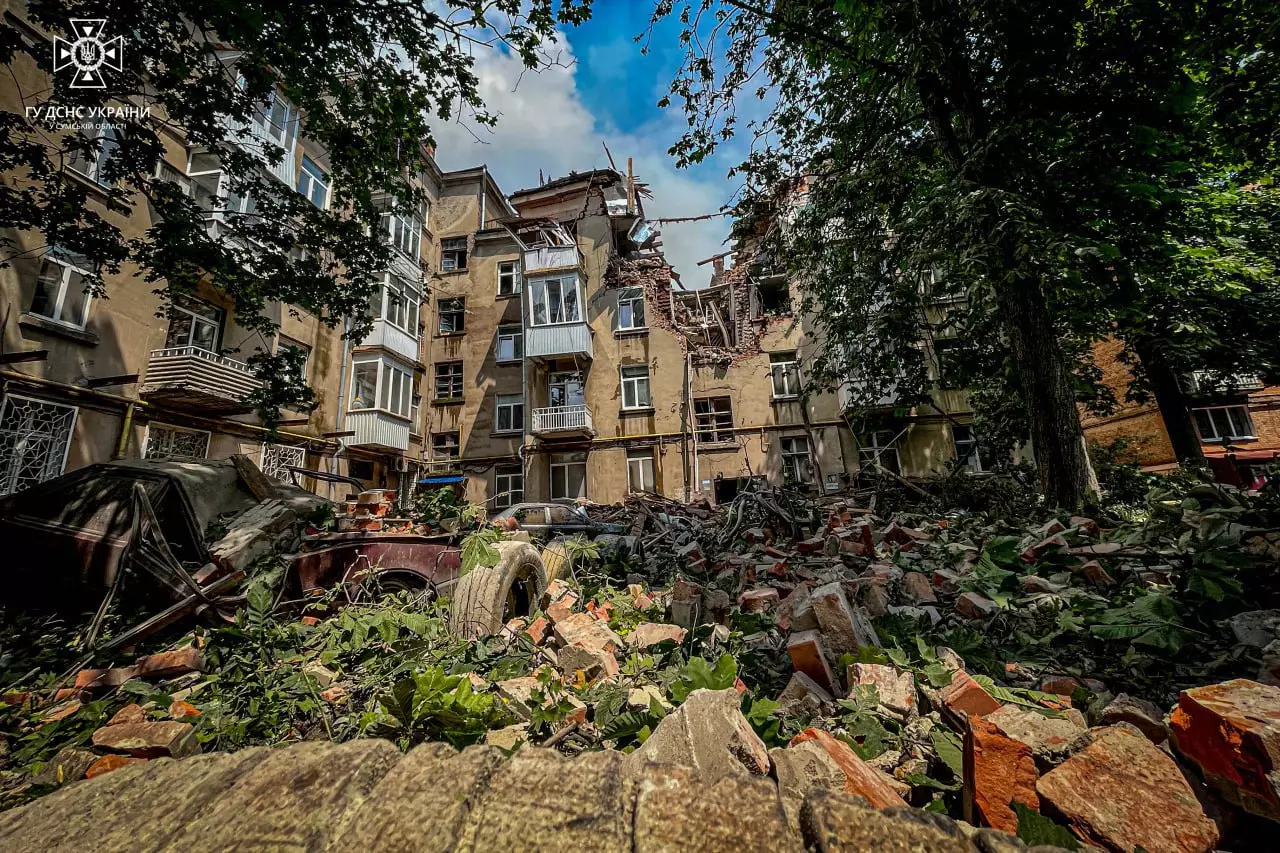
Разрушенный дом в Сумах

Российская армия нанесла удар четырьмя беспилотниками Shahed-136 по центру города Сумы. Повреждены здание СБУ и два жилых дома. Погибли два человека, пострадали 19.
В Гааге открылся Международный центр по преследованию преступления агрессии против Украины (англ. International Centre for the Prosecution of the Crime of Aggression against Ukraine, ICPA). Его задачей стало расследование вторжения. Планируется, что работа центра станет первым шагом к созданию специального трибунала, который мог бы судить руководство РФ за развязывание войны. В центре будут работать 20 прокуроров из нескольких стран.

### 4 июля

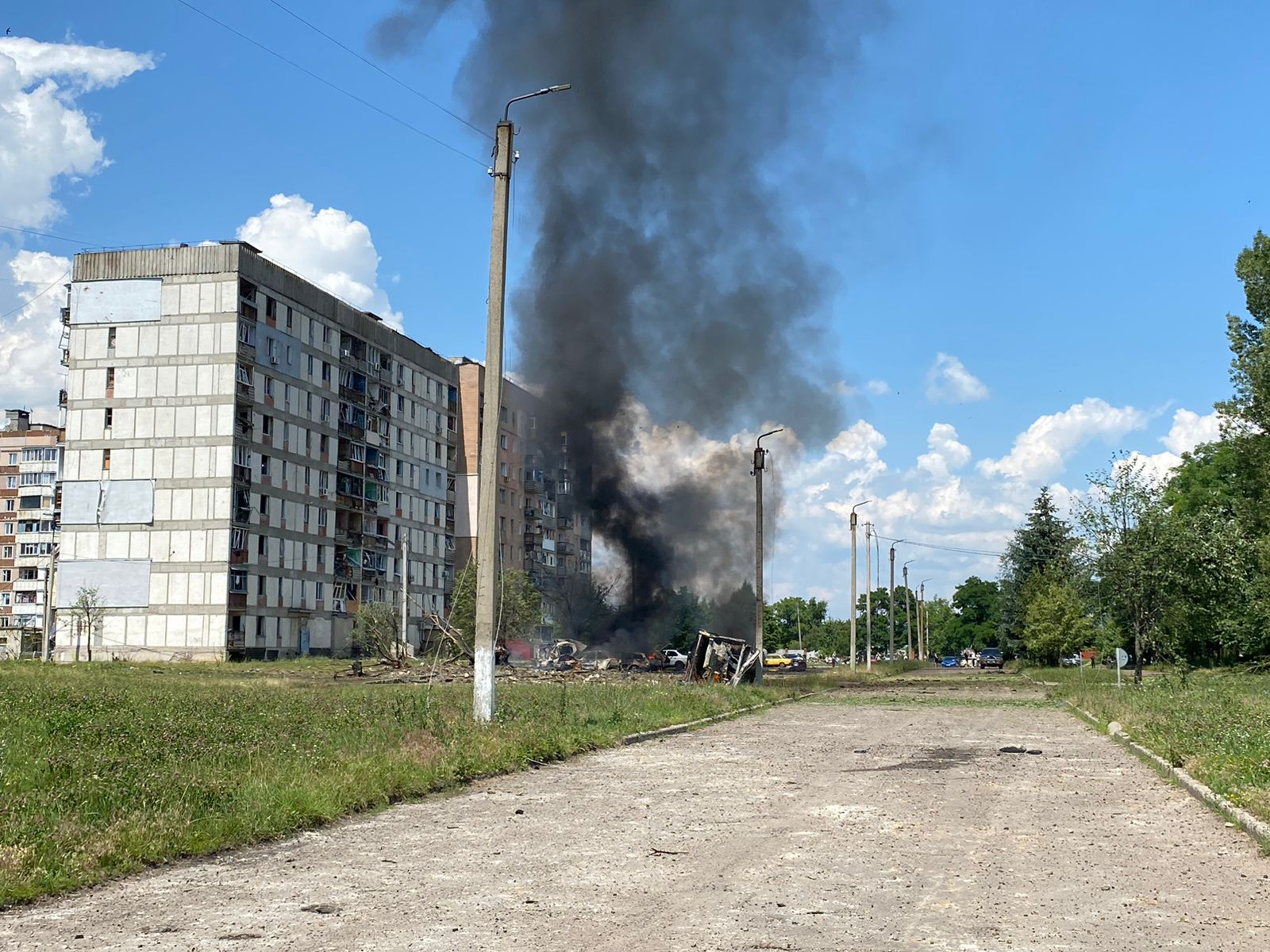
Дом в Первомайском после ракетного удара

Мэр Москвы Сергей Собянин сообщил о попытке атаки украинских беспилотников в Московской области и Новой Москве. По его словам, все дроны были уничтожены. Министерство обороны РФ подтвердило ликвидацию средствами ПВО в Новой Москве четырёх БПЛА и одного — средствами РЭБ в Одинцовском районе Московской области. Во время атаки аэропорт Внуково был вынужден перенаправлять прилетающие рейсы в другие аэропорты.
Российская армия нанесла удар по центру города Первомайский Харьковской области (по данным прокуратуры Украины, ракетой «Искандер»). Повреждены несколько многоэтажных домов, уничтожены автомобили. По данным местных властей, ранены 43 человека, в том числе 12 детей. Взрыв произошёл во время прощания с украинским командиром разведвзвода Олегом Фадеенко, погибшим под Бахмутом.
На геолоцированных кадрах, проанализированных Институтом изучения войны, было видно, что российские войска смогли продвинуться к востоку от Невского (18 км к северо-западу от Кременной).
Спикер Восточной группы войск Украины полковник Сергей Череватый сообщил 3 июня, что российские войска имеют около 180 000 военнослужащих в зоне ответственности Восточной группы войск Украины, 120 000 из которых действуют на Купянско-Лиманском направлении.
Украинские источники сообщают, что украинские войска продвигаются к юго-западу от Бахмута в районе Клещеевки. Генштаб также сообщал, что украинские силы наступают к северу и югу от Бахмута. По сообщениям российских источников, российские войска держали оборону, а затем провели контратаку из Берховки (6 км к северу от Бахмута), вдоль трассы М-03 и в направлении Миньковки (13 км к северо-западу от Бахмута). По данным Минобороны России, подразделения Южной группировки войск отразили 10 украинских атак в 11 км к северо-западу от Бахмута, в районе Васильевки, Ягодного и Клещеевки.
Бывший российский офицер и блогер Игорь Стрелков заявил, что украинские силы продвигаются к северу от Бахмута, где дислоцированы недоукомплектованные подразделения российского 3-го армейского корпуса.
Российские источники сообщили, что украинские войска вышли на границы Приютного, расположенного в 15 км к юго-западу от Великой Новоселки. Сообщалось также, что украинские силы продолжали атаковать в направлении Работино, но подразделения 70-го мотострелкового полка отражали украинские атаки к западу от села. Кроме того, российские блогеры утверждали, что несколько небольших украинских штурмовых групп начали наступление к юго-западу от Орехова в направлении линии Пятихатки — Жеребянки.
Российские военные блогеры продолжали сообщать, что украинские силы ведут атаки возле Антоновского моста на восточном берегу Днепра в Херсонской области. Так, часть российских источников сообщала, что в районе Антоновского моста идут тяжёлые бои, а другая часть предупреждала, что украинские войска перегруппировываются и пополняют подразделения, чтобы подготовиться к дальнейшим атакам через Днепр. 1 июля Минобороны России заявило, что российские войска полностью восстановили свои позиции вдоль восточного побережья Днепра.
Спикер Южного оперативного командования Украины Наталия Гуменюк отметила, что российские войска в районе Днепра пытаются вернуть позиции, ранее затопленные взрывом плотины Каховской ГЭС.

### 5 июля
Оккупационная администрация Макеевки сообщила об обстреле города со стороны ВСУ: в городе повреждены жилые дома, больница и детские сады, ранены более 40 человек. Украинская сторона в свою очередь объявила, что вечером 4 июля в результате удара по Макеевке в Донецкой области уничтожен склад российской армии.
Губернатор Белгородской области Вячеслав Гладков заявил, что в ближайшее время выдадут оружие некоторым участникам отрядов территориальной обороны. Он отметил, что сейчас в теробороне региона три тысячи человек и добавил, что в области начали формировать второй полк теробороны.
Пророссийский источник сообщил, что российские войска смогли продвинуться к югу от Кременной в районе Григоровки и к юго-западу в районе Ямполя.
На основе изученных кадров с геолокацией Институт изучения войны сообщает, что украинские силы продвинулись северо-западнее Бахмута в 6 км от Берховки, а также к северу от Бахмута в районе Ягодного. Российские блогеры сообщили, что украинские войска заняли высоту к юго-западу от Бахмута возле Клещиевки, но село всё ещё остаётся под контролем ВС РФ. Заместитель министра информации ДНР Данил Безсонов заявил, что украинские силы несколько дней проводили около 20 безуспешных атак на российские позиции в день в районе Бахмута.
ИИВ также сообщает, что украинские силы продвинулись к северу от Авдеевки в районе Весёлого. Украинский депутат Юрий Мысягин сообщил, что украинские войска заняли позиции на северо-западных окраинах Донецка в районе Опытного. Минобороны России утверждало, что Южная группировка войск РФ отразила серию украинских атак к югу и юго-западу от Авдеевки в районах Первомайского, Северного, Невельского и Красногоровки в Донецкой области.
Российские источники продолжали утверждать, что украинские штурмовые группы ведут атаки к югу от Орехова в районах Работино, Нестерянок и Копани. Игорь Стрелков утверждал, что украинские войска продолжают безуспешные атаки на западе Запорожской области. Основываясь на кадрах с геолокацией, ИИВ сообщает, что российские войска смогли продвинуться к югу от Пятихаток.
Украинская журналистка Наталья Гуменюк заявила, что российские войска смогли вернуть позиции на восточном берегу Днепра, которые российские войска потеряли из-за наводнения в результате разрушения Каховской ГЭС. Однако другие украинские источники сообщают, что украинские силы сохраняют позиции на восточном берегу реки. Российские источники утверждали, что российские войска продолжают вытеснять украинские силы с восточного берега возле Антоновского моста.

### 6 июля
Александр Лукашенко 6 июля заявил журналистам, что Евгений Пригожин находится в Санкт-Петербурге и на территории Беларуси его нет. Наемники ЧВК Вагнера, по словам Лукашенко, находятся в неназванных лагерях.

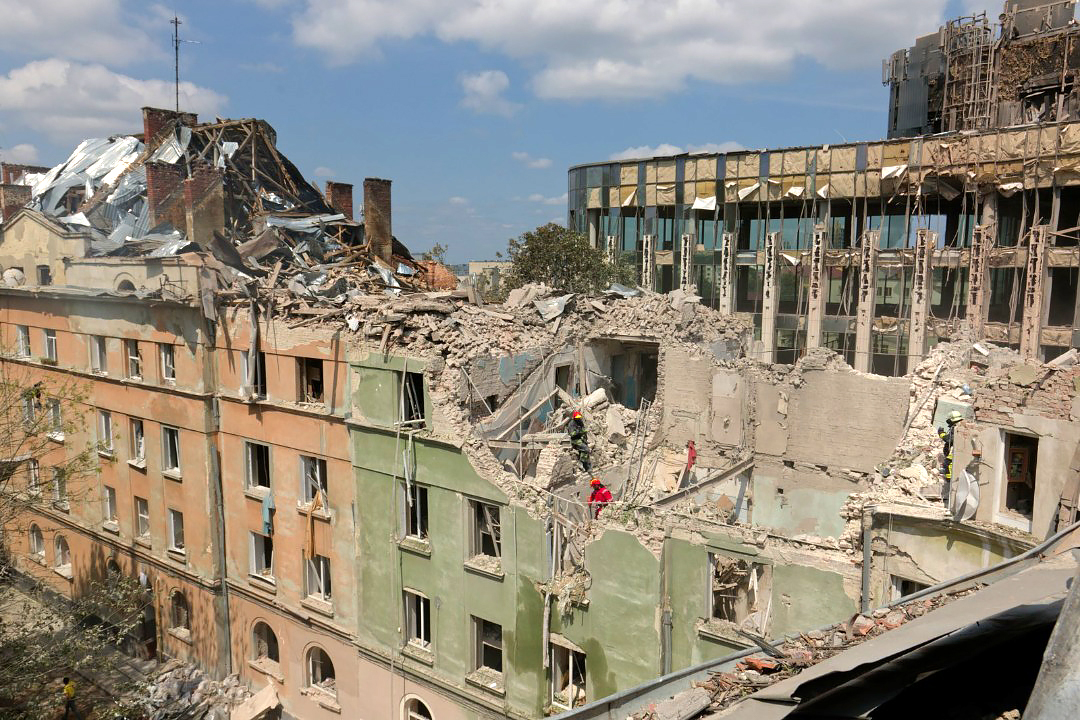
Разрушенные дом и бизнес-кампус во Львове

Ночью 6 июля российская армия нанесла ракетный удар по Львову. По данным командования Воздушных сил Украины, ракеты были запущены из акватории Чёрного моря; семь из десяти ракет удалось сбить силам ПВО. В результате удара погибли 10 человек, ещё 42 получили ранения. Из-под завалов здания удалось спасти семь человек. Минобороны РФ целью атаки назвало пункты временной дислокации ВСУ и «иностранных наёмников». Пострадали здания в буферной зоне Старого города — объекта Всемирного наследия ЮНЕСКО; разрушен исторический жилой дом — памятник местного значения.
Полковник ВСУ Сергей Череватый сообщил, что украинские войска оттесняют российские силы на северных и южных флангах Бахмута. Российский источники заявляли, что украинские войска усиливают давление на российские позиции к юго-западу от Бахмута, а также что ВСУ смогли захватить несколько позиций в лесах западнее Клещиевки. Российские источники добавили, что Клещиевка остается под контролем ВС РФ, основываясь на кадрах, на которых несколько российских солдат утверждают, что контролируют населенный пункт, а на окраинах ведутся ожесточенные бои.
Пресс-секретарь Восточной группировки войск России Олег Чехов сообщил, что российские войска отразили украинское наступление южнее Великой Новоселки. Также российские блогеры утверждали, что украинские войска вели наступление к югу и юго-западу от Великой Новоселки в районе  Старомайорского и Приютного. На геолоцированных кадрах, изученных Институтом изучения войны, видно, что российские войска удерживают позиции вблизи Приютного.
Украинский генштаб сообщил, что украинские силы вели наступление на западе Запорожской области, на Мелитопольском направлении. Российские военные блогеры по-разному оценивают украинское наступление на западе Запорожской области. Один из российских источников заявил, что украинские силы закрепились в Пятихатках. Другая часть источников давала информацию, что украинские войска вели безуспешное наступление в районе Пятихаток. Также сообщалось, что украинские войска вели наступление к югу и юго-востоку Орехова в направлении Работино и Вербового. Другой военный блогер утверждал, что ВСУ вообще не вели активных действий в Запорожье за пределами района Пятихаток. Блогеры также утверждали, что российские войска проводили контратаки в Запорожской области и смогли вернуть утраченные позиции возле Работино.
Заместитель президента России Сергей Кириенко посетил контролируемую Россией часть Херсонской области и поздравил 387-й полк 7-й гвардейской десантно-штурмовой дивизии с вытеснением с восточного берега Днепра украинских войск возле Антоновского моста. Украинские источники сообщают, что российские войска продолжают возвращаться на ранее затопленные позиции на левом берегу Херсонской области. Также добавлено, что наводнение разрушило линии оборонных укреплений России в этом районе.
Россия и Украина обменялись военнопленными (по 45 с каждой стороны). Кроме того, на Украину вернули двоих детей, ранее вывезенных в Россию.

### 7 июля
По сообщению губернатора Белгородской области Вячеслава Гладкова, система ПВО в области сбила несколько БПЛА. По его словам, повреждена крыша одного из домов. Гладков также сообщил, что, по предварительным данным, пострадавших нет. Другие источники сообщают, что девять дронов самолётного типа пытались атаковать нефтехранилище и подстанцию в Белгородской области. По информации источников, шесть беспилотников удалось сбить.
Российский военный блогер Михаил Звинчук сообщил, что российские войска продвинулись вглубь Новоселовского и установили контроль над промышленной зоной населённого пункта, а также смогли занять позиции южнее поселения. Некоторые российские источники утверждали, что подразделения ВДВ заняли часть позиций в Серебрянском лесничестве, южнее Кременной.
Командующий Сухопутными войсками ВСУ Александр Сырский заявил, что украинские силы успешно продвигаются на Бахмутском направлении и устанавливают контроль над новыми позициями. Министерство обороны России утверждало, что подразделения ВС РФ отразили серию украинских атак юго-западнее Бахмута в районе Ягодного, Майорска и Клещиевки.
Российские и украинские источники расходятся во мнениях по поводу контроля высот возле Клещиевки. Спикер Генштаба Украины Андрей Ковалев сообщил, что украинские силы ведут наступление к северу и югу от Бахмута и смогли добиться частичного успеха возле Клещиевки. Некоторые российские военные блогеры сообщали, что украинские силы контролируют важные высоты западнее и севернее от Клещиевки. Другие российские источники не соглашались с этими утверждениями и сообщали, что украинские силы не контролируют господствующие высоты в этом районе.
Российский блогер Михаил Звинчук относительно Запорожского направления сообщил, что российские войска заняли несколько позиций к северо-западу от Старомайорского.
Несколько российских источников утверждали, что небольшие украинские пехотные группы провели серию атак на западе Запорожской области. Блогеры отметили, что украинские войска проявляли особую активность к юго-западу от Орехова в направлении линии Новофедоровка-Вербовое, Нестерянка-Копани и в направлении Пятихатки-Жеребянки. Также сообщалось, что подразделения Южного военного округа, в частности 19-я и 42-я мотострелковые дивизии, отразили все украинские атаки в этих районах.
Генеральный директор МАГАТЭ Рафаэль Гросси сообщил 7 июля, что их наблюдатели получили доступ на ЗАЭС с 5 июля. МАГАТЭ в свою очередь заявило, что не обнаружило доказательств закладки взрывчатых веществ внутри Запорожской атомной электростанции в ходе недавних инспекций, но сообщается что они по-прежнему не могут добраться до крыш реакторных зданий, где, по словам украинских официальных лиц, российские войска могли разместить предметы, напоминающие взрывные устройства.

### 8 июля

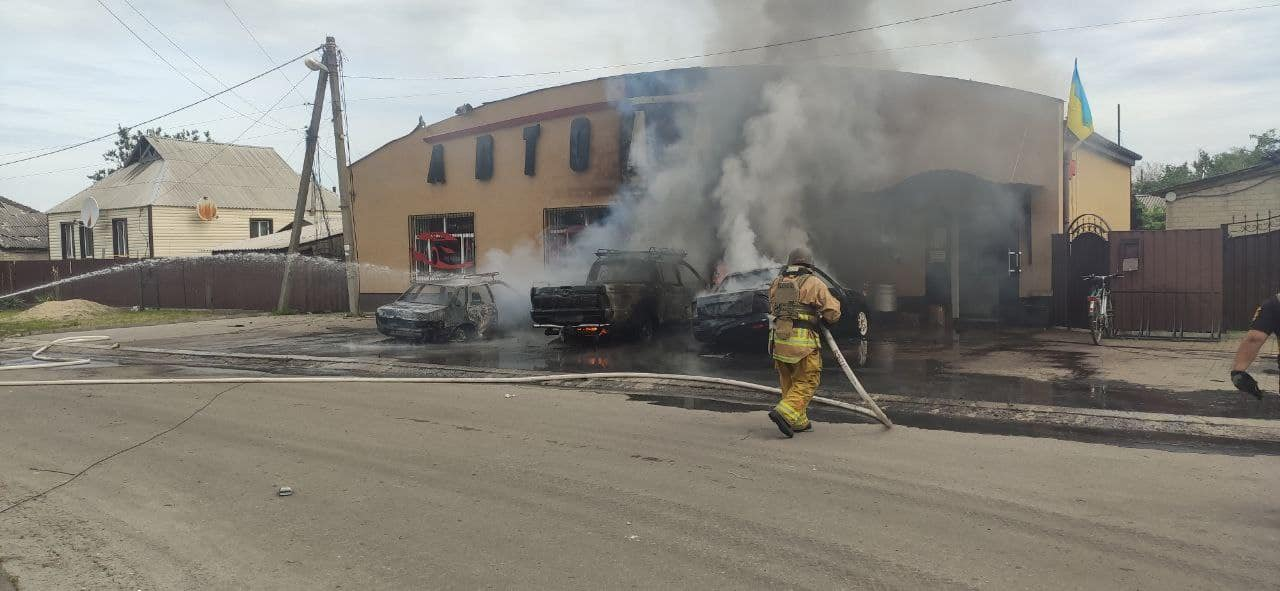
Разрушения от обстрела Лимана

Российские военные утром 8 июля обстреляли город Лиман в Донецкой области. По данным областных властей, погибли 9 человек, ещё 12 получили ранения.
Ночью 8 июля Вячеслав Гладков сообщил, что украинские военные обстреляли Шебекино из установок «Град». Снаряды попали на территорию центрального рынка и овощной базы. В результате возникли несколько пожаров, никто не пострадал.
Владимир Зеленский объявил, что смог добиться возвращения пяти командиров украинского гарнизона на металлургическом комбинате «Азовсталь», которые были взяты в плен после осады Мариуполя и проживали в Турции в рамках соглашения с Россией. Позже Кремль пожаловался, что это было нарушением соглашения, и раскритиковал Турцию за несоблюдение договорённостей.
Генштаб Украины сообщил, что российские войска вели наступление к северо-западу от Сватово в районах Берестово, Новоселовского и Стельмаховки, а также южнее Кременной возле Весёлого. Российские источники сообщали, что в районе Кременной ведут бои подразделения 285-й гвардейской артиллерийской бригады и 24-й отдельной гвардейской бригады специального назначения. На геолоцированных кадрах, опубликованных 8 июля, видно, что российские войска смогли продвинуться южнее Кременной в районе Спорного.
Заместитель министра обороны Украины Анна Маляр сообщила, что украинские силы продвинулись на 1 км южнее Бахмута. Российские источники утверждали, что российские войска отражали украинские атаки северо-западнее и юго-западнее Бахмута возле Берховки и Курдюмовки соответственно, и сообщалось о продолжающихся боях за высоты к северу и западу от Клещиевки. Российский военный блогер Борис Рожин заявил, что ведутся бои с украинскими войсками на западной окраине Бахмута.
Майор ВСУ Валерий Шершень заявил, что украинские силы добились частичного успеха и смогли продвинуться на Мелитопольском направлении. Российские источники сообщали, что украинские войска отошли из района Пятихатки — Жеребянки. Минобороны России заявило, что российские войска отражали украинские разведывательные атаки к югу от Гуляйполя в районах Марфополя, Дорожнянка и к югу от Орехова возле Работино.
Российские источники продолжают противоречить официальным заявлениям Минобороны России о разгроме украинских сил у Антоновского моста 1 июля. Российский блогер Семён Пегов заявил, что украинские силы все еще имеют наблюдательные посты и удерживают часть позиций на левом берегу Днепра. Он также утверждал, что российские войска пытаются выбить из этого района украинские силы и продолжают отражать их попытки высадить подкрепления на левом берегу реки. Другой российский телеграм-блог «Два майора» заявил, что официальные сообщения о том, что восточный берег Днепра очищен от украинских сил, являются ложью.

### 9 июля
Российские источники сообщали, что украинские войска продвинулись к югу от Бахмута под Андреевкой, но им не удалось захватить господствующую высоту в её районе. Также утверждалось, что украинские атаки в районе Клещиевки не увенчались успехом. Другие российские источники сообщали, что ситуация для украинских сил под Клещиевкой улучшается, и утверждали, что российский контроль над этим населенным пунктом жизненно важен для эффективной обороны Бахмута российскими войсками.
На основе геолоцированных кадров Институт изучения войны делает вывод, что российские войска смогли продвинуться северо-восточнее Авдеевки в районе села Весёлое.
Связанный с Кремлем военный блогер заявил, что украинские силы продвинулись в направлении Приютного, что к юго-западнее от Великой Новоселки.
Минобороны России заявило, что российские войска отразили украинские наступательные атаки вблизи к югу от Орехова в районах Работино, Новоданиловки и Малой Токмачки. Связанный с Кремлем источник утверждал, что украинская штурмовая группа прорвала российскую оборону к северо-востоку от Работино и что в том районе ведётся бои за контроль над позициями 71-й гвардейским мотострелковым полком. Другие российские источники утверждали, что украинские силы вывели личный состав из Пятихаток, но отметили, что украинские силы сохраняют позиции между Жеребянками и Пятихатками.
Начальник пресс-центра ВСУ Наталия Гуменюк заявила, что российским войскам удалось восстановить некоторые позиции в ранее затопленных районах Херсонской области контролируемой Россией, но они продолжают сталкиваться с минами, которые разбросаны по позициям во время наводнения.
Российские источники обвинили украинские силы в нападении на мост через Керченский пролив 9 июля. Российский государственный журналист Сергей Аксенов заявил, что российские системы ПВО в районе Керчи сбили крылатую ракету. Источники, связанные с Кремлем, в этом усомнились, отметив, что украинским самолетам пришлось бы запускать ракету с опасно близкой позиции вблизи линии фронта.

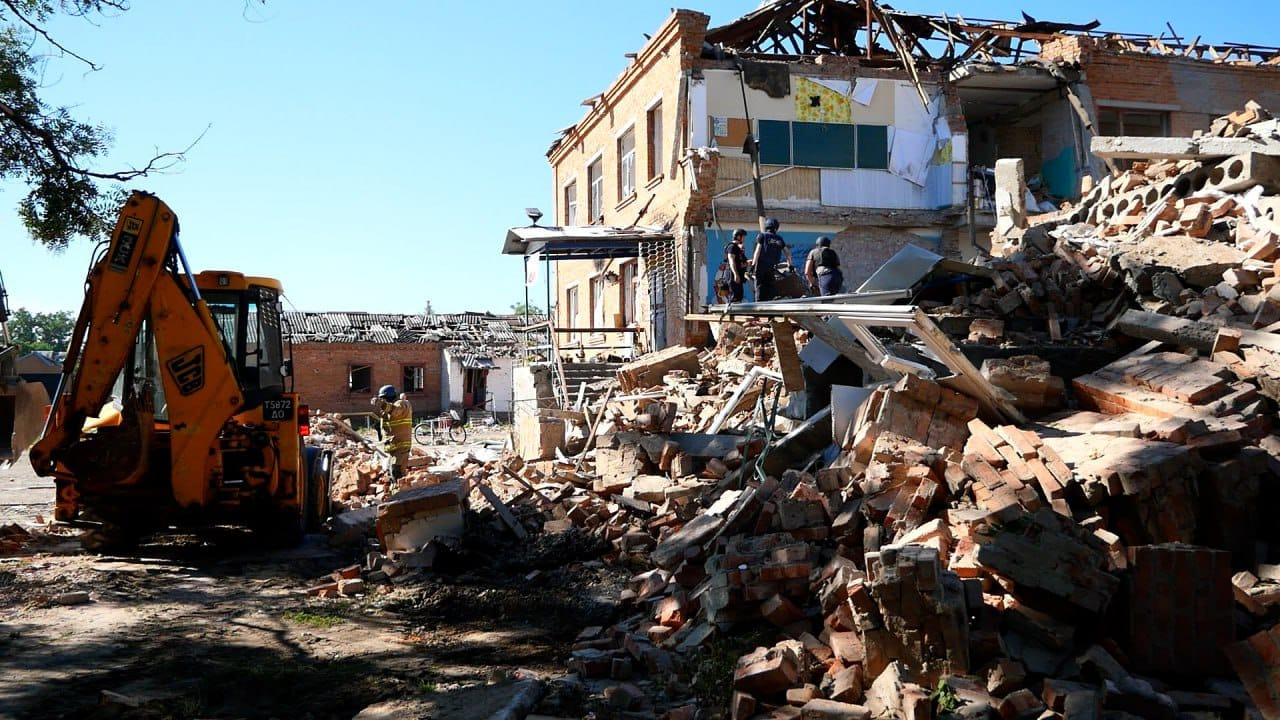
Школа в Орехове после бомбардировки

Российские военные ударили управляемой авиабомбой по школе, где была выдача гуманитарной помощи, в городе Орехов Запорожской области. 7 человек погибли и 13 получили ранения.
По сообщению Минобороны РФ, ВКС РФ уничтожили четыре зенитные ракеты С-200, переоборудованные в ударный вариант, которыми украинские военные попытались атаковать военный аэродром Морозовск в Ростовской области, объект в Калужской области и Крымский мост. Командующий ОГВ Валерий Герасимов поручил обеспечить обнаружение и упреждающее уничтожение таких установок и аналогичных им ударных систем.

### 11 июля
Россия запустила 28 беспилотников-камикадзе по Одессе и Киеву. По сообщению губернатора Одессы, два дрона попали в здание администрации порта, в результате ударов загорелись 2 терминала (один из которых — зерновой), но пожар был потушен. В Киевской области, по информации украинских властей, 12 частных и один многоэтажный дом получили незначительные повреждения от обломков. ВВС Украины сообщили, что сбили 26 беспилотников иранского производства Shahed, запущенных Россией.
В Краснодаре убит заместитель начальника городского отдела по мобилизационной работе Станислав Ржицкий. Источники сообщают что погибший — капитан второго ранга, по их словам принимавший непосредственное участие в открытом военном вторжении в Украину и командовавший подводной лодкой «Алроса», входящей в Черноморский флот.
В Вильнюсе открылся двухдневный саммит НАТО. Перед этим более 20 стран НАТО из 31 поддержали стремление Украины присоединиться к альянсу. Некоторые участники саммита предлагали пригласить Украину в НАТО уже в Вильнюсе, но другая часть делегатов считала, что это возможно только после окончания войны с Россией. Страны НАТО не договорились о приглашении Украины в альянс, но согласовали упрощение процесса её вступления: он должен произойти в один этап, без выполнения плана действий по членству. Кроме того, согласован «пакет расширенной политической и практической поддержки» Украины. Эта поддержка включает запуск Совета Украина — НАТО, который должен стать платформой для консультаций в кризисных ситуациях
Институт изучения войны сообщает, что российские войска продвинулись по трассе Торское-Кременная и вошли в восточную часть Торского. Российские источники сообщили, что российские войска ведут наступление по линии Сватово-Кременная и что их подразделениям удалось выбить украинские силы с неустановленной высоты в районе реки Жеребец. Генштаб Украины сообщил, что украинские силы в этом районе ведут оборонительные операции.
Министерство обороны России заявило, что российские войска отразили украинские атаки к северо-западу от Клещиевки, а российские военные блогеры утверждали, что украинские силы продолжают наступление под Бахмутом в районах Клещиевки, Берховки и Курдюмовки. Российские источники утверждали, что российские войска по-прежнему контролируют эти населенные пункты и удерживают важную высоту возле Клещиевки. Спикер ВСУ Сергей Череватый заявил, что украинские войска продолжают наступление под Бахмутом и контролируют все высоты вокруг него.
Сообщалось и об контратаках с российской стороны районе Бахмута. В Генштабе Украины сообщили, что украинские силы отразили российские атаки возле Григоровка, Орехово и Васильевки. Связанный с Кремлём источник утверждал, что российские войска провели успешную контратаку в направлении Берховки.
Генштаб Украины сообщил, что украинские силы вели оборону от российских атак у населённых пунктов вблизи Авдеевки. Украинские военные также сообщили, что украинские войска отразили российские наступления вблизи Марьинки. Связанный с Кремлём источник заявил, что российские войска захватили позиции к югу от Северного. Также утверждалось, что российские войска продвинулись в районе железной дороги в Красногоровке и безуспешно пытались штурмовать дачные районы под Авдеевкой. Другой связанный с Кремлём военный блогер сообщал, что российские войска безуспешно атаковали позиции вблизи Новомихайловки, Марьинки и Авдеевки.
В украинском Генштабе сообщили, что украинские силы продолжают наступательные действия на Бердянском направлении.
Несколько российских источников давали информацию, что украинские силы продвинулись в районе села Работино. Российские блогеры утверждали, что украинские войска вели наступление в направлении Жеребянки и Пятихатки, но существенного прогресса не добились.
Российские военные блогеры утверждали, что российские войска оставили свои позиции в районе дач у Антоновского моста на левом берегу Днепра. Сообщалось, что украинские силы продолжают удерживать ограниченную позицию возле Антоновского моста и что две новые украинские группы были развернуты в этом районе на скоростных катерах из Антоновки.

### 12 июля
В Вильнюсе завершился саммит НАТО 11—12 июля. Страны — участницы НАТО не пригласили Украину в альянс, но согласовали упрощение её вступления и заявили, что приглашение будет дано после согласия всех членов блока и выполнения Украиной некоторых условий. Сроки приглашения установлены не были. Согласно более ранним заявлениям, Украину могут пригласить в НАТО только после окончания войны.
Страны G7 договорились поддерживать Украину в военном (в частности, разведывательном) и финансовом плане. Кроме того, они пообещали работать с Украиной над «конкретными двусторонними долгосрочными обязательствами и договорённостями в области безопасности» и заявили, что примут «немедленные меры», если после окончания текущей войны Россия опять нападёт на Украину.
Губернатор Орловской области Андрей Клычков заявил, что поддерживает идею создания в регионе отрядов территориальной обороны.
В ночь на 12 июля российские войска атаковали Украину беспилотниками Шахед-136/131. По данным командования Воздушных сил Украины, были задействованы 15 беспилотников. 11 из них (в том числе все запущенные по Киеву) удалось сбить силам противовоздушной обороны. В Черкасской области дроны повредили объект инфраструктуры, пострадали два человека.
Депутат Госдумы Андрей Гурулев — бывший командующий 58-й армией — подтвердил, что в Украине погиб генерал-лейтенант Олег Цоков, командовавший 144-й мотострелковой дивизией. По некоторым российским и украинским источникам, он был убит при обстреле Бердянска дальнобойными ракетами Storm Shadow.
Институт Изучения войны на основе геолоцированных съёмок сообщил, что 12 июля российские войска продвинулись юго-восточнее Купянска, к востоку от села Котляровка, но они больше не контролируют позиции западнее Кременной в Торском. Российские источники в свою очередь утверждали, что российские войска прорвали украинские позиции в Торском и продвинулись к восточным окраинам населенного пункта. Российские блогеры также утверждали, что российские подразделения 21-й мотострелковой бригады захватили высоту к востоку от Невского, что северо-западнее Кременной, и сообщили, что украинские силы предприняли контратаки, чтобы попытаться вернуть позиции.
Спикер Генштаба ВСУ Андрей Ковалев сообщил, что украинские силы добились частичного успеха юго-западнее Бахмута на направлениях Белая Гора — Андреевка и Белая Гора — Курдюмовка. Российские источники заявили, что украинские войска закрепились на высоте к востоку от Орехово-Васильевка, что северо-западнее Бахмута, и почти вышли на трассу Е40 Бахмут — Славянск. Связанный с Кремлём военный блогер утверждал, что украинские войска смогли прорвать российскую оборону вблизи Берховки, но российские артиллерийские подразделения заставили украинцев покинуть новые, занятые позиции. Минобороны России утверждало, что подразделения войск РФ держали оборону от атак украинских войск в сёлах к северо-востоку и юго-западу от Бахмута. Несколько российских источников также сообщали об успешных российских контратаках на украинские позиции в северных окраинах Клещиевки, в результате которых им удалось вытеснить украинские подразделения с окраин населенного пункта и окружающих Клещиевку господствующих высот.
В украинском Генштабе сообщили, что украинские силы продолжают наступательные действия на Бердянском направлении. Минобороны России заявило, что российские войска отразили украинское наступление южнее и юго-западнее Великой Новосёлки вблизи Старомайорского и Ровнополя. От российских источников поступали сведения, что украинские войска продвигаются к северу и югу от Приютного.
В украинском Генштабе сообщили, что украинские силы продолжают наступательные действия на Мелитопольском направлении. Минобороны России заявило, что российские войска отразили украинские атаки вблизи Работино. Российские источники утверждали, что украинские войска вошли вглубь российских позиций в районе Работино и продвинулись на один километр к северу от населённого пункта. Другие пророссийские источники сообщили, что российские войска контратаковали к северо-востоку от Работино и смогли вытеснить украинские силы из одного из опорных пунктов силами 71-го мотострелкового полка. Глава оккупированной Запорожской области Евгений Балицкий охарактеризовал украинские атаки в этом районе как широкомасштабное наступление, хотя за несколько часов до этого депутат оккупационной власти Запорожской области Владимир Рогов заявил, что сообщения об украинском наступлении в этом районе являются ложными. Российские источники также утверждали, что украинские силы 11 июля нанесли удар кассетными боеприпасами по окрестностям Токмака.
Украинский Генштаб подтвердил, что украинские силы нанесли прямой удар по гостинице в Бердянске оккупированной Запорожской области, где, по утверждению российских источников, находился штаб 58-й общевойсковой армии. Российские источники утверждали, что в результате удара украинской крылатой ракетой Storm Shadow 11 июля по штабу 58-й общевойсковой армии погиб заместитель командующего войсками Южного военного округа генерал-лейтенант Олег Цоков. По оценкам ИИВ, присутствие Цокова на командном пункте 58-й армии предполагает, что он лично руководил ею, ответственной за отражение украинского наступления на участках в западной части Запорожской области.
Украинский Генштаб утверждал, что отвоевал 162 квадратных километра территории с начала контрнаступления в июне, в то время как оценка Института изучения войны составляла 253 квадратных километра. Российские завоевания с начала года ИИВ оценил в 282 квадратных километра.

### 13 июля

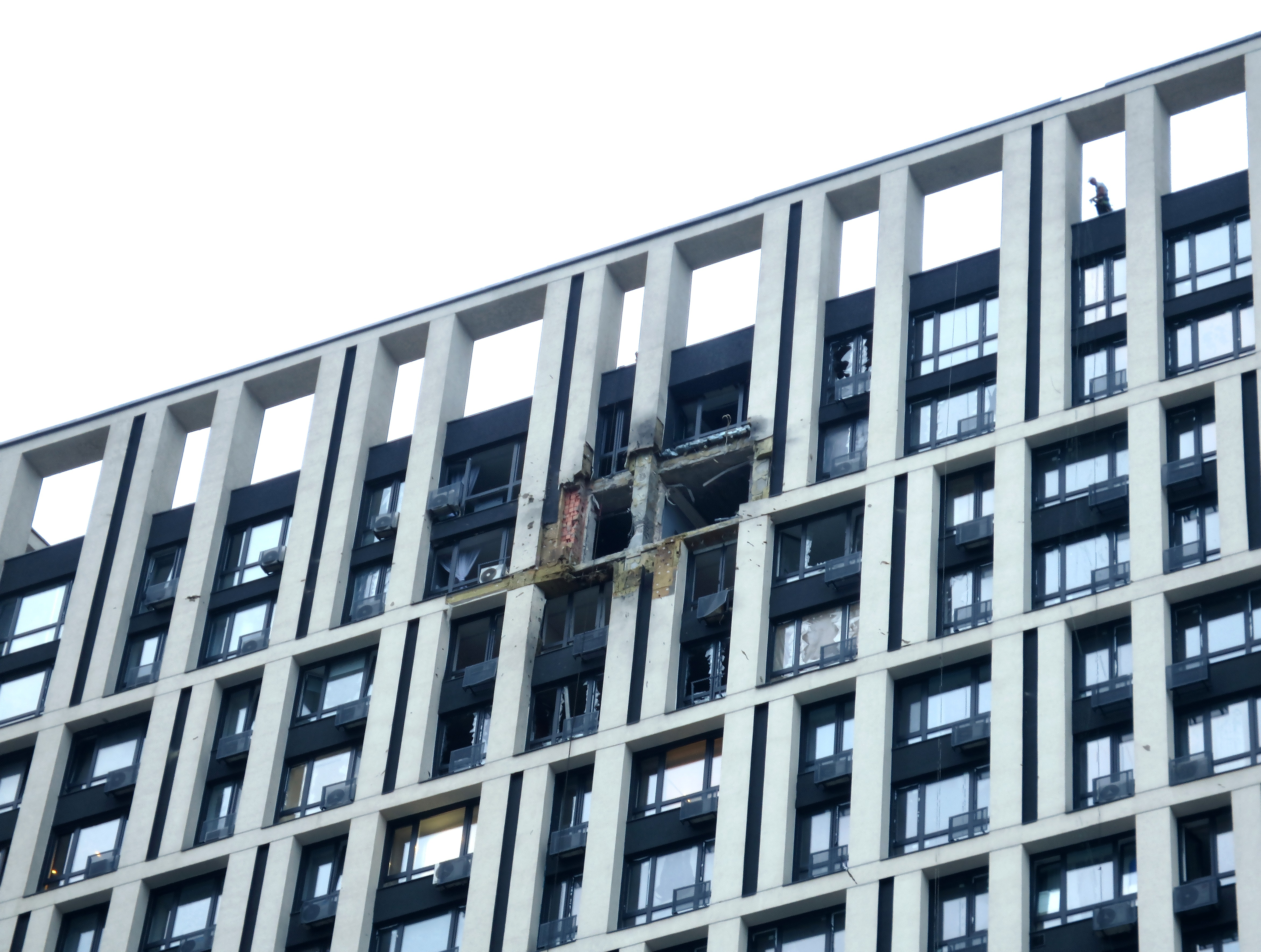
Повреждённый дом в Киеве

По данным украинских Воздушных сил, в ночь на 13 июля российская армия запустила по Украине 20 беспилотников-камикадзе и две крылатые ракеты. Сообщается, что все они были сбиты. Под ударом был, в частности, Киев (третью ночь подряд): украинские военные сообщили, что сбили над городом около десятка беспилотников, обломки которых упали в нескольких районах Киева. Пострадали 4 человека.
По сообщениям в прессе, после начала мятежа в РФ задержали зам. командующего войсками РФ в Украине генерала Суровикина. По сообщениям WSJ, Суровикин находится под стражей, его неоднократно допрашивали. Кроме него, в связи с мятежом задержали как минимум 13 старших офицеров армии РФ, включая генералов Юдина и Алексеева, которых отстранили, а также генерала Мизинцева.
Командующий 58-й армией Иван Попов заявил, что его отстранили от должности после того, как он доложил командованию о проблемах в российской армии, касающиеся «боевой работы» и обеспечения. Обращение Попова, вероятно, предназначалось лишь для сослуживцев, однако его опубликовал в своём телеграм-канале депутат Госдумы Андрей Гурулёв, в прошлом также командовавший 58-й армией. В обращении Попов заявил о конфликте со «старшими начальниками».
Reuters со ссылкой на Минобороны США сообщает, что ЧВК Вагнер не принимает существенного участия в военных действиях на Украине.
Российские источники сообщали о боях за Новосёловское к северо-западу от Сватово и утверждали, что российские войска наступают северо-западнее Сватово в районе Куземовки. По мнению российских военных блогеров, продвижение ВС РФ на этом участке создаст условия для частичного окружения Новоселовского и дальнейшего наступления в направлении Стельмаховки, что западнее от Сватово. Украинские военные, в свою очередь, сообщали, что российские наступательные действия вблизи Новоселовского не увенчались успехом.
Украинский Генштаб сообщил, что украинские силы продвинулись на южном фланге Бахмута. Министерство обороны России заявило, что войска РФ отразили украинские атаки северо-восточнее Бахмута в районе Веселого. Российские блогеры утверждали, что российские войска отбили украинские силы с высот возле Клещиевки. Также от них поступали сведения о продолжающихся боях в районах северо-западнее и юго-западнее от Бахмута.
На Авдеевском направлении украинские силы недавно добились ограниченного продвижения к северу от Красногоровки. Минобороны России утверждало, что российские войска успешно держали оборону у Красногоровки и юго-западнее Донецка возле Марьинки и Новомихайловки. Российский блогер Игорь Стрелков заявил, что подразделения «Шторм-Z» успешно наступают в направлении Авдеевской промзоны.
Министерство обороны России и другие российские источники сообщали о продолжающихся боях в сёлах юго-западнее, юго-восточнее и южнее Великой Новосёлки в Запорожской области. Российские источники утверждали, что украинские силы увеличили интенсивность наступательных действий в районе границы Донецкой и Запорожской областей и что бои в этом районе становятся изнурительными.
Генштаб Украины сообщил об успешных наступательных атаках к югу от Орехова на направлениях Новоданиловки, Малой Токмачки и Новопокровки, однако Минобороны России заявило, что российские войска смогли отразить их атаки в этих районах. Российские блогеры также утверждали, что российские войска отражали украинские наземные атаки вдоль линии Пятихатки — Жеребянки.

### 14 июля
Глава Брянской области Александр Богомаз заявил, что посёлок Белая Берёзка подвергся обстрелу ВСУ. По его данным, погибла женщина и ещё три человека получили лёгкие ранения.
14 июля Минобороны Беларуси сообщило о прибытии наёмников ЧВК «Вагнер» на полигон рядом с Осиповичами в Могилёвской области. Сообщается, что они проводят тренировки военнослужащих белорусских сил территориальной обороны.

### 15 июля
Пограничная служба Украины подтвердила прибытие группы Вагнера в Беларусь. По неподтвержденным данным, в страну въехала колонна из около 60 автомобилей «Вагнера».
Российские источники сообщают, что 15 июля российское военное командование уволило командира 106-й гвардейской воздушно-десантной дивизии генерал-майора Владимира Селиверстова.
Институт изучения войны на основе геолоцированных кадров сообщил, что российские войска смогли немного продвинуться к северо-западу от Сватово в Новоселовском и на данный момент удерживает укрепленные позиции вдоль железной дороги возле населенного пункта. Спикер ВСУ Сергей Череватый сообщил, что наибольшую активность ВС РФ проявляют на Купянском и Лиманском направлениях.
Российскими источниками сообщалось об успешном продвижении ВС РФ в направлениях сел Торское и Ямполовка. Украинский Генштаб сообщил, что российские войска провели неудачные атаки к северо-востоку и югу от Кременной.
Сообщалось об украинском продвижении возле Андреевки и пересечении ими канала Северский Донец-Донбасс под Бахмутом. Другие российские источники утверждали, что украинские силы продвинулись в направлении Курдюмовки, в то время как Министерство обороны России также утверждало, что российские войска успешно отбили украинское наступление на Курдюмовку. Российские источники также сообщали об ожесточённых боях за Клещиевку. Другими источниками сообщается, что российские войска успешно контратаковали к западу и северо-западу от Клещеевки и отбили 500 метров территории. В Генштабе Украины сообщили, что российские войска безуспешно вели штурмы к юго-западу от Андреевки и в районе Берховки. Связанный с Кремлем блогер также отметил, что подразделения 98-й гвардейской воздушно-десантной дивизии продвинулись к югу от водохранилища около Берховки. По мнению ИИВ, участие российских подразделений ВДВ и спецназа к северу и югу от Бахмута указывает на то, что украинские контрнаступления на Бахмутском направлении продолжают перенимать на себя внимание дополнительных российских подкреплений, преимущественно с линии Луганского фронта.
Связанный с Кремлем военный блогер заявил, что украинские силы закрепились возле Грушевой Балки в районе Ровнополя. Другие российские источники сообщали об продолжающихся наступательных операциях к югу от Великой Новосёлки в районах Старомайорского и возле Приютного.
В Запорожской области, по сообщениям российских военных блогеров, украинские силы добились ограниченного продвижения к северо-востоку от Роботино.
Оккупационный глава Херсонской области Владимир Сальдо заявил, что украинские силы продолжают удерживать позиции возле Антоновского моста и что российские войска отбивают все попытки украинцев переправиться через Днепр.

### 16 июля
Глава Белгородской области Вячеслав Гладков заявил, что украинские военные обстреляли город Шебекино, в результате чего погибла местная жительница.
Войска РФ в ночь на 16 июля обстреляли Харьков, сообщил Глава Харьковской области Олег Синегубов. Также украинские СМИ сообщали об ударах по Краматорску. Пострадавших нет.
Минобороны РФ и глава Севастополя Михаил Развожаев сообщили об атаке беспилотников на город, заявив об уничтожении семи беспилотников. 5 беспилотников было посажено при помощи РЭБ. Также Минобороны заявило, что в северной части Чёрного моря были обнаружены и уничтожены «два безэкипажных катера».

### 17 июля
В ночь на 17 июля в результате атаки двух украинских безэкипажных катеров, созданных на базе гидроциклов, была подорвана автомобильная часть Крымского моста. Серьёзно повреждены 2 пролёта, погибли 2 человека (семейная пара из Белгородской области), их дочь получила тяжёлые ранения.
Телеграм-канал «Разгрузка Вагнера», связанный с Евгением Пригожиным, сообщил, что в Краснодарском крае закрывается основная база ЧВК «Вагнер», расположенная на военном полигоне Молькино в районе города Горячий Ключ.
Замминистра обороны Украины Анна Маляр заявила, что российские войска продвигаются на Купянском направлении и атакуют украинские позиции к северо-востоку от Купянска и к северо-западу от Сватово. Российские источники сообщали, что российские войска продвинулись на один-два километра на Купянском направлении, а также что подразделения 21-й мотострелковой бригады и подразделения «Шторм-Z» вели наступление на украинские позиции под Кармазиновкой и смогли установить контроль над двумя украинскими опорными пунктами к северо-западу от Нововодяного, что к юго-западу от Сватово.
Российские источники по Бахмутскому направлению утверждали, что российские войска стягивают резервы к Бахмуту и ведут контратаки на флангах города, чтобы восстановить утраченные позиции. Сообщалось, что российские войска в течение последних пяти дней атаковали украинские силы на северном фланге Бахмута со стороны Берховки, а также что подразделения российской 106-й гвардейской дивизии ВДВ успешно контратаковали в районе Клещиевки. Блогер заявил, что подразделения 72-й и  57-й мотострелковых бригад помешали украинским силам занять возвышенность под Клещиевкой.
Антон Елизаров («Лотос»), один из командиров ЧВК «Вагнер», заявил в интервью, что украинские силы захватили опорный пункт к северу от Клещиевки и установили огневой контроль над населенным пунктом. «Лотос» утверждал, что украинские силы также контролируют районы к северу от Бахмута возле Залезнянского, Берховское водохранилище, неустановленный участок железной дороги к северу от Бахмута, наземные линии связи вдоль трассы Часов-Яр — Хромово и высоты вокруг Клещиевки. Также Елизаров сообщил, что украинские силы пытаются захватить Яковлевку к северо-востоку от Бахмута, чтобы перекрыть российские линии снабжения с Соледаром, где продолжаются тяжёлые бои.

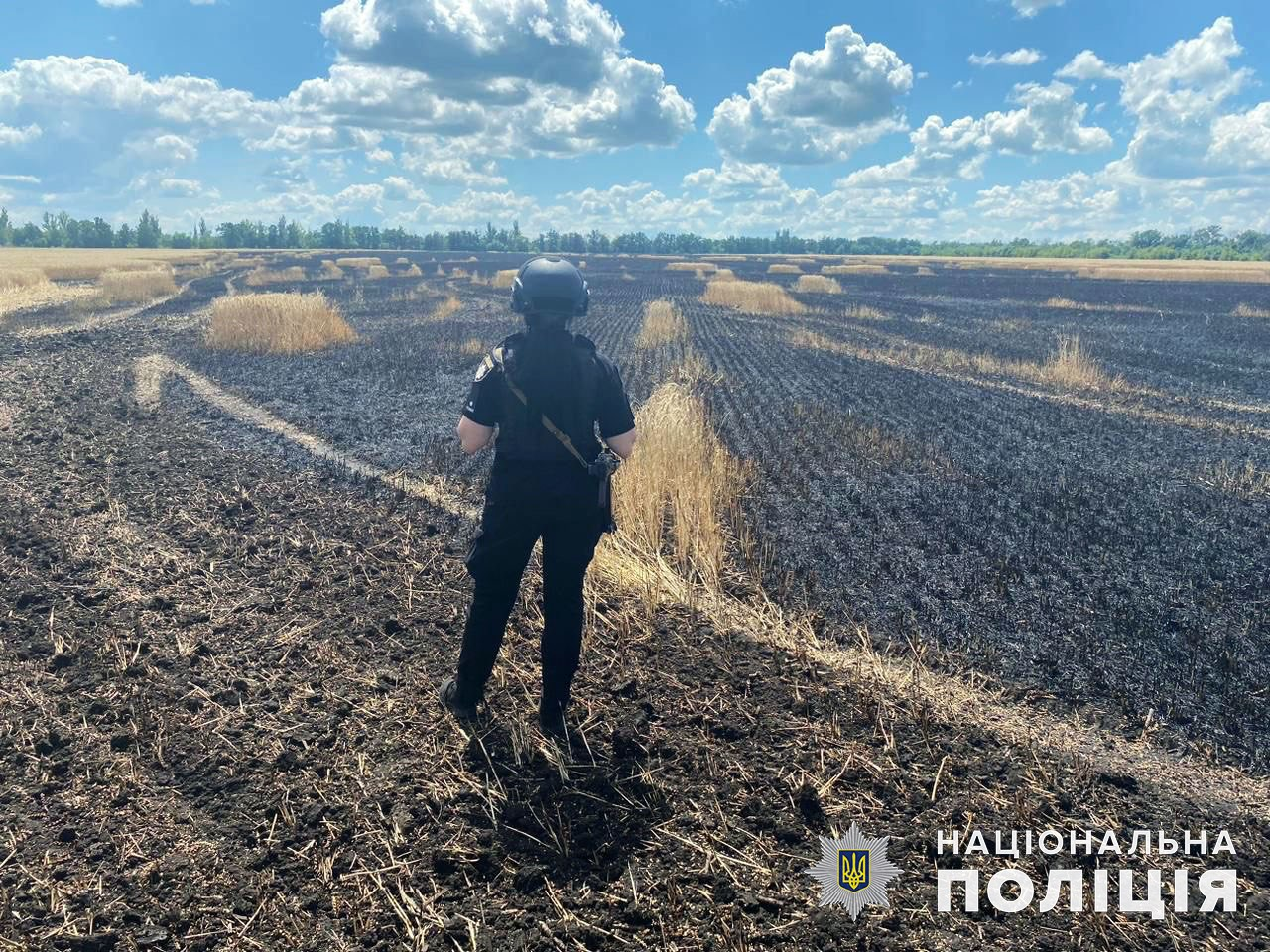
Сгоревшее от обстрела пшеничное поле около Ильиновки (Донецкая область)

Институт изучения войны сообщил, что украинские войска 17 июля смогли достичь окраин Старомайорского, но по их утверждениям российские войска смогли отбросить наступающие украинские войска на прежние позиции. Российские источники сообщали, что украинские войска захватили позиции на окраине Старомайорского, а другой российский источник сообщил, что в окрестностях Старомайорского идут тяжёлые бои, но российские войска контролируют сам населенный пункт.
17 июля российские войска также в свою очередь провели ограниченные контратаки на западе Донецкой области. Украинский Генштаб сообщил, что российские войска атаковали в направлении к северу от Старомайорского. Российский блогер заявил, что российским войскам удалось успешно вернуть утраченные позиции возле Приютного.
Российскими источниками относительно Запорожской области утверждалось, что темпы боевых действий на этом участке фронта в целом снизились и что украинские войска всё чаще действуют небольшими диверсионно-разведывательными группами.

### 18 июля
Минобороны РФ  сообщило от отражении атаки 28 украинских БПЛА на восточную часть Крыма. По заявлениям ведомства, 17 дронов было уничтожено, 11 — подавлено средствами РЭБ. Жертв и разрушений нет.
ВСУ сообщили, что ночью 18 июля ими были сбиты шесть российских ракет «Калибр» над Одессой, а также 25 беспилотников-камикадзе «Шахед» в Одесской и Николаевской областях. В Одессе обломками сбитых ракет повреждены объекты портовой инфраструктуры и несколько частных домов. В Николаеве в результате атаки было зафиксировано попадание в промышленный объект, там начался пожар.
Спикер ВСУ Сергей Череватый сообщил, что российская сторона на Лимано-Купянском направлении сосредотачивает группировку более 100 тысяч личного состава, более 900 танков, более 555 артиллерийских систем, 370 реактивных систем залпового огня. Также, по его словам, на этом участке фронта концентрируются десантные подразделения и лучшие мотопехотные подразделения.
Российские воска проводят наступательные операции вдоль линии Купянск — Сватово и смогли добиться тактических успехов на этом участке фронта. Минобороны России заявило, что российские войска продвинулись до 2 км по фронту и до 1,5 км в глубину на Купянском направлении. Несколько российских блогеров утверждали, что российские войска взяли под контроль оставшуюся часть Новоселовского. Другие источники сообщали, что российские войска из состава 6-й общевойсковой армии продвинулись на 3 км западнее Лимана Первого, также утверждалось что ВС РФ удалось занять позиции к северо-востоку от Купянска в районах Синьковки и к северо-западу от Сватово в районах Куземовки и Кармазиновки. Украинские силы перебрасывают в этот район резервы для контратаки и защиты от российских наступлений.
Российские войска незначительно продвинулись к северо-западу от села Диброва, которое находится западнее Кременной. Генштаб Украины сообщил, что российским войскам не удалось продвинуться под Дибровой.
Замминистра обороны Украины Анна Маляр заявила, что украинские силы заняли почти все господствующие высоты вокруг Бахмута. Российские источники, в свою очередь, утверждали, что ВС РФ успешно удержали оборонительные рубежи в направлении Клещиевки.
Институт изучения войны 18 июля сообщил, что российские войска смогли продвинуться в районе Озаряновки, что юго-западнее Бахмута. Генштаб Украины сообщил, что российские войска провели неудачные контратаки в ряде сел западнее, юго-западнее и северо-западнее Бахмута. Командующий Сухопутными войсками ВСУ Александр Сырский заявил, что российские войска перебрасывают резервы в Бахмут, чтобы остановить продвижение ВСУ.
Также ИИВ сообщал, что российские войска продвинулись западнее Марьинки, взяли под контроль некоторые позиции возле шахты «Трудовское» к востоку от Марьинки и продвинулись к югу от Красногоровки. Несколько российских источников сообщали схожую информацию — что российская бронегруппа прорвала украинские оборонительные рубежи в районе шахты «Трудовское», а также продвинулась на один километр в сторону Красногоровки.
В украинском Генштабе сообщили, что украинские силы провели успешные боевые действия на направлении Великая Новоселка — Урожайное. Российские источники сообщают, что ВСУ ведёт наступление в районах Старомайорского и Приютного, что южнее Великой Новосёлки. Пресс-секретарь ВС РФ Олег Чехов заявил, что российские войска отразили украинские атаки на Старомайорском направлении.
Российские источники и Минобороны России сообщали об украинских атаках на российские позиции в селах южнее Орехова. По их данным, атаки были отбиты.

### 19 июля

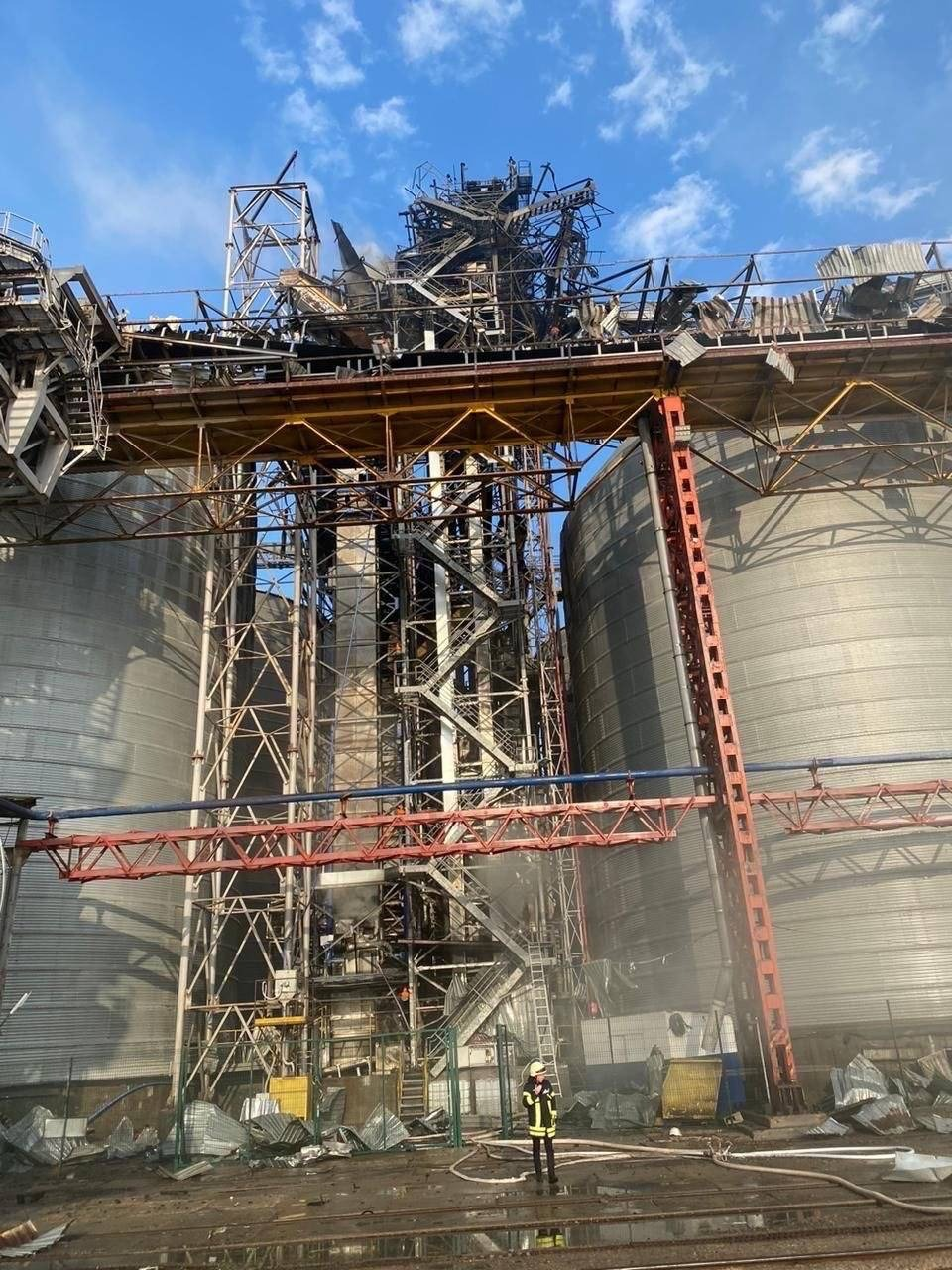
Повреждённая портовая инфраструктура в Одесской области

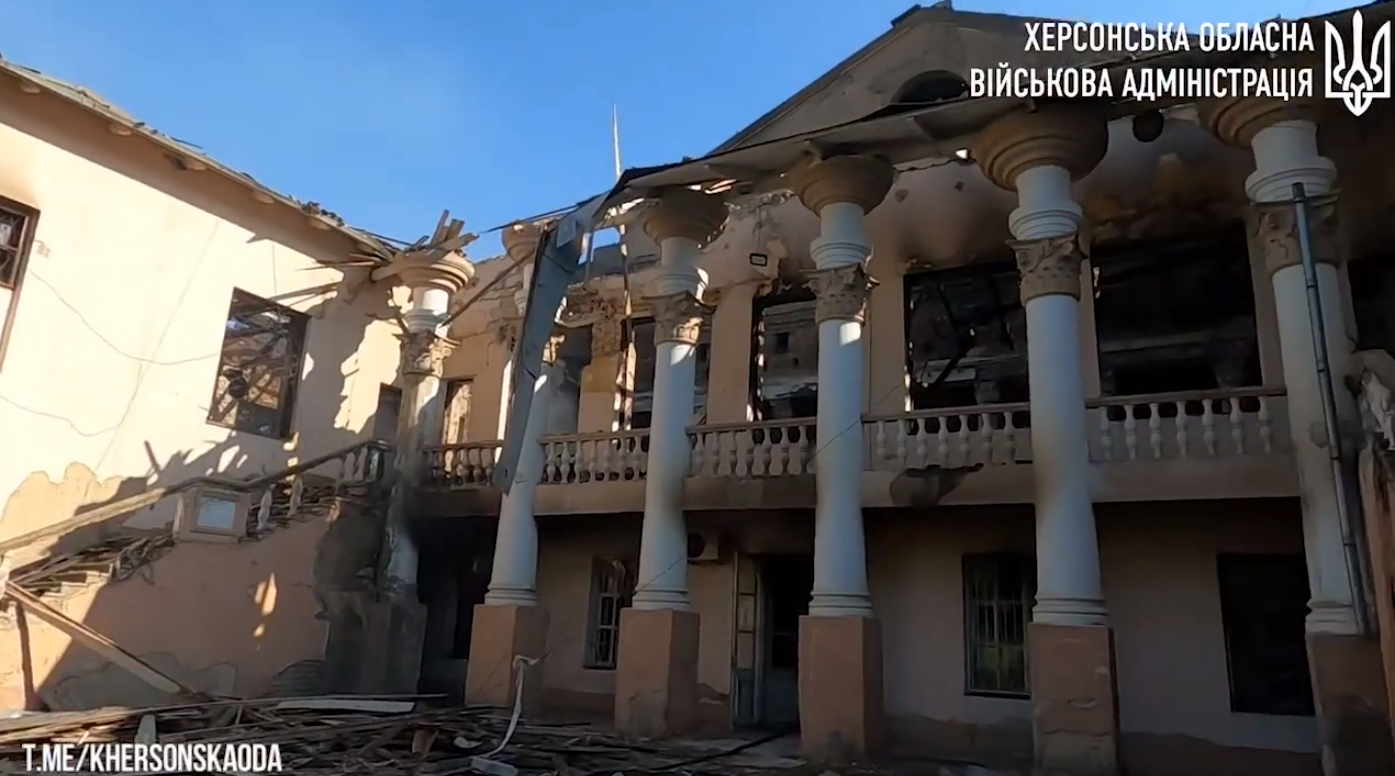
Разрушенный дворец культуры в Херсоне

На полигоне в Кировском районе Крыма в ночь на 19 июля начался пожар. Глава администрации Сергей Аксенов сообщил о временной эвакуации жителей Приветного, Айвазовского, Абрикосовки и Кринички, находящихся в непосредственной близости от полигона. Также губернатор отчитался о перекрытии трассы «Таврида» в районе пожара.
Ночью 19 июля в нескольких городах Украины была объявлена воздушная тревога из-за запуска российскими войсками ракет и дронов. Власти Житомирской области сообщили, что беспилотник повредил инфраструктурный объект и несколько частных домов. О сбитом дроне объявила администрация Днепропетровской области, отметив, что пострадавших и разрушений нет. Генштаб ВСУ сообщил, что войска РФ запустили по территории Украины 6 крылатых ракет «Калибр» и 35 дронов «Шахед». По информации ведомства, все ракеты и 31 из 35 дронов были уничтожены.
По информации ВСУ, противокорабельными ракетами «Оникс» и X-22 были нанесены удары по критической и портовой инфраструктуре Одессы и Черноморска (Ильичёвска). Отмечаются попадания в зерновой и масляный терминалы, повреждения получили резервуары и загрузочное оборудование. В городе произошло возгорание склада с боеприпасами. По информации местных властей, загорелся склад с фейерверками. Председатель Одесской областной администрации Олег Кипер сообщил, что пожар произошёл из-за попадания ракеты. Местные телеграм-каналы опубликовали видео с воронкой от взрыва на одной из одесских улиц. По информации ВСУ-юг, это результат падения сбитой ракеты Х-59. Взрывная волна повредила несколько зданий. Трое жителей Одессы были госпитализированы, за медицинской помощью обратились ещё 6 человек, включая 9-летнего ребёнка.
Минобороны России заявило, что российские силы будут рассматривать все суда, следующие в украинские порты, как потенциальных перевозчиков военных грузов, а страны, под чьим флагом ходило судно, — как «вовлеченные в конфликт на стороне Украины».

### 20 июля

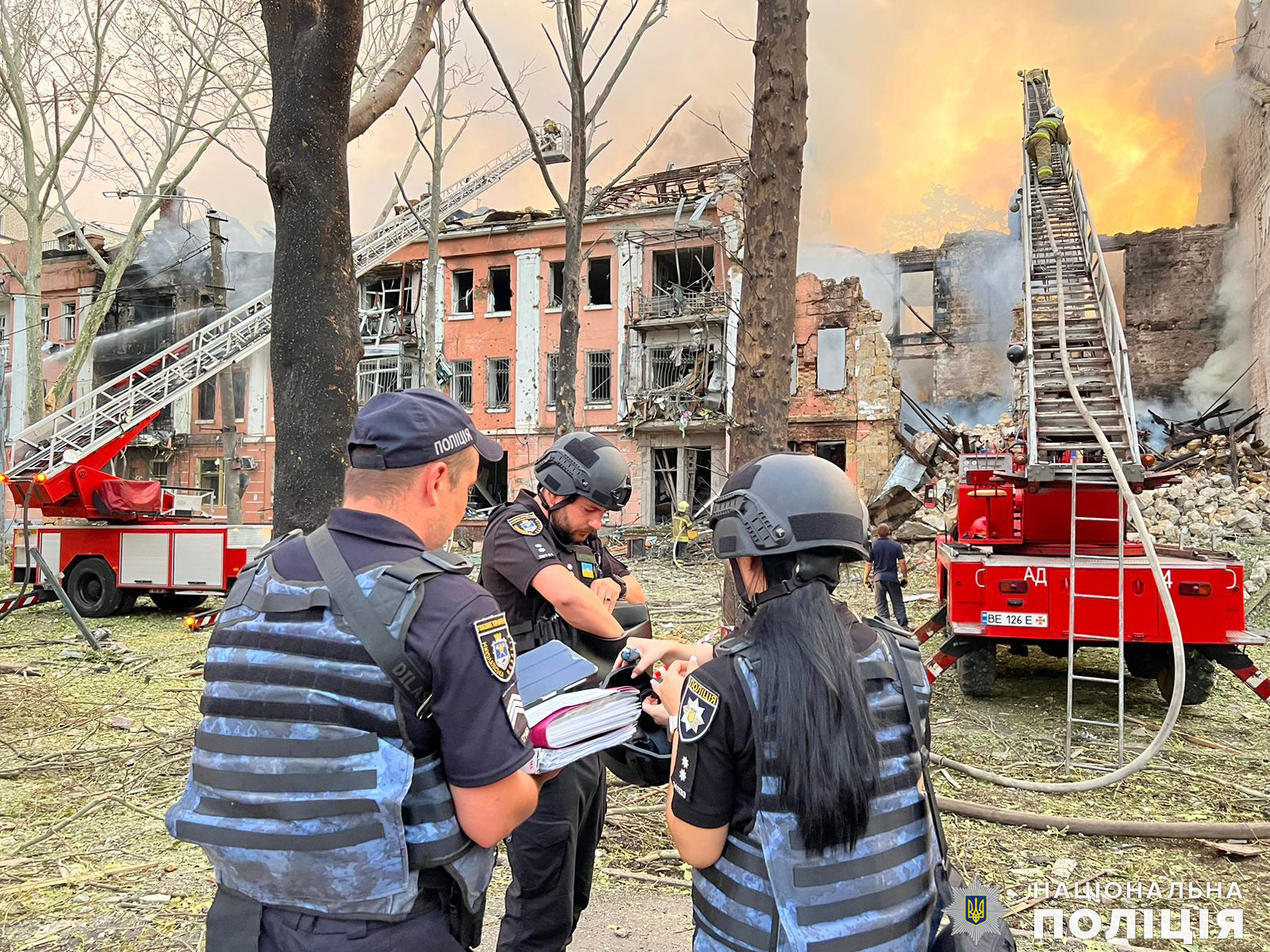
Разрушения в Николаеве

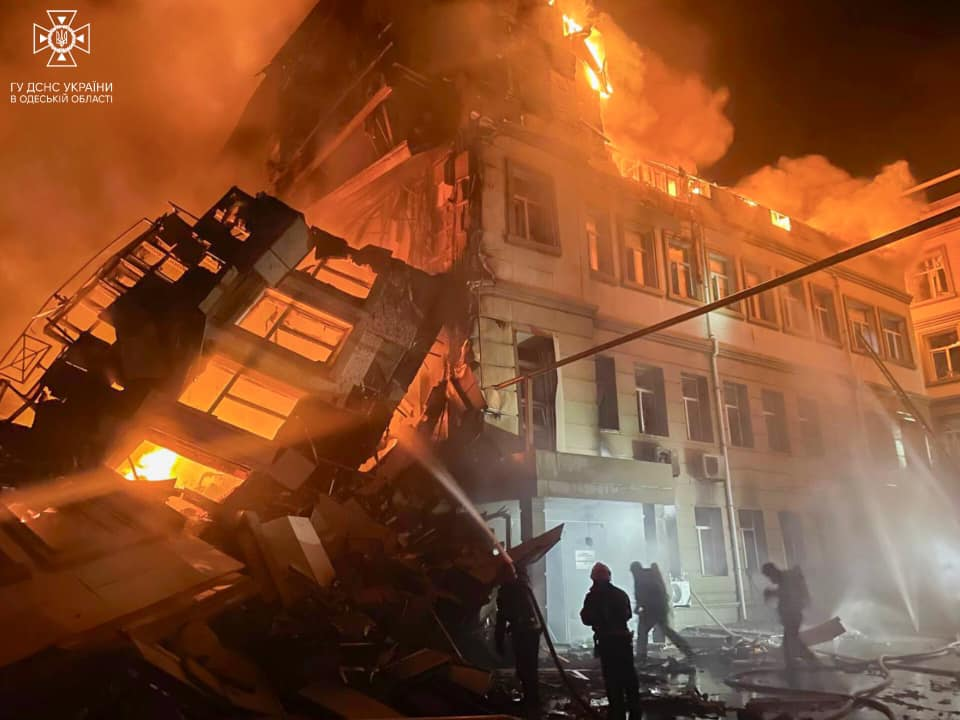
Разрушения в Одессе

Командование Воздушных сил ВСУ сообщило, что в ночь на 20 июля российские войска запустили беспилотники-камикадзе и ракеты по Одессе, Николаеву и Сумам. Всего было выпущено 19 крылатых ракет, включая «Оникс» и «Калибр», и 19 дронов.
В Одессе разрушено административное здание, а в Одесской области — склады. Кроме того, пострадали здания в буферной зоне исторического центра Одессы, в том числе археологический, морской и литературный музеи, а также генеральное консульство Китая. Атаку осудило ЮНЕСКО.
По данным местных властей и полиции, в Николаеве погибли два человека и пострадали 18, а в Одессе погиб один и пострадали двое.
Глава оккупированного Крыма Сергей Аксенов сообщил об ударе украинского БПЛА по одному из населённых пунктов на северо-западе полуострова. По его словам, повреждены четыре административных здания и погибла девочка-подросток.
Телеграм-канал «Разгрузка Вагнера», связанный с ЧВК Вагнер, опубликовал заявление одного из командиров военной компании с позывным «Маркс». По его словам, всего за время войны в Украине в ЧВК Вагнер участвовало 78 тысяч бойцов, из которых 49 тысяч — заключенные; на момент захвата Бахмута были убиты 22 тысячи наемников, еще 40 тысяч были ранены; живыми и здоровыми были 25 тысяч. Из них до 10 тысяч солдат убывают в Беларусь. Уже ушли в отпуск 15 тысяч.
На основе опубликованных геолоцированных кадров ИИВ сообщает, что российские войска смогли продвинуться по трассе N26 Купянск — Сватово южнее Новоселовского. Российские источники утверждали, что российские войска продвинулись в районе Серебрянского леса, что южнее Кременной. Представитель Нацгвардии Украины Николай Уршалович признал, что российские войска предприняли попытку наступления на линии Купянск — Лиман.
Генштаб Украины сообщил, что украинские силы ведут наступление к северу и югу от Бахмута. Министерство обороны России заявило, что украинские войска безуспешно атаковали позиции войск РФ в районах Белогоровки, Клещиевки и Веселого. Командир 3-й отдельной штурмовой бригады ВСУ сообщил, что украинские силы продвинулись на 1800 м на бахмутском направлении. Российские источники в свою очередь утверждали, что украинские войска пытались продвинуться в районе Дубово-Васильевки и что они смогли продвинуться в направлении Ягодного, вблизи трассы Е40 Бахмут — Славянск, а также в сторону Орехово-Васильевки. Некоторые российские блогеры утверждали, что украинские силы удерживают высоты возле Клещиевки, а другие — что российские войска, в том числе подразделения ВДВ, оттеснили украинские войска с высот.
Украинские военные сообщили, что их силы продолжают наступление в районе границы Запорожской и Донецкой областей и добились неопределенных успехов. Российские источники утверждали, что украинские силы вели наступление южнее от Великой Новоселки и продвинулись вблизи Новодонецкого. Министерство обороны России заявило, что подразделения Восточной группы войск России отразили две украинские атаки вблизи Старомайорского.
Касательно Запорожского направления российские источники сообщают, что украинские войска заняли позиции к северо-востоку от Работино и к западу от Новопокровки, что южнее Орехова. Российский новостной агрегатор утверждал, что российские войска успешно обороняются в районе села Работино, а возле Новопокровки продолжаются бои.

### 21 июля

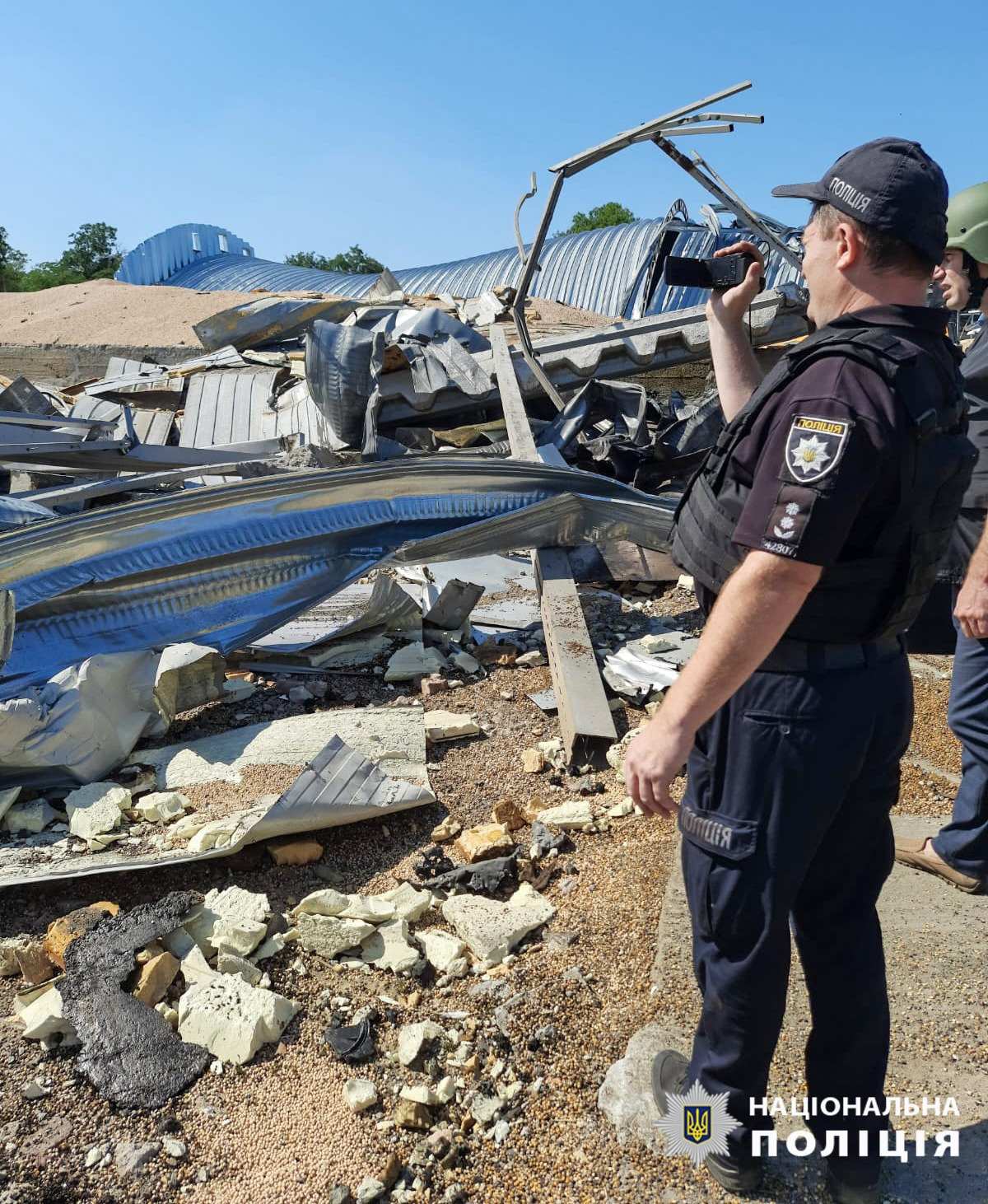
Зернохранилище в Одесской области после ракетного удара 21 июля

В телеграм-канале Игоря Стрелкова появилось сообщение от его жены Мирославы Регинской, где утверждалось, что сотрудники правоохранительных органов задержали его по обвинениям в экстремизме. Мещанский районный суд Москвы заключил его под стражу до 18 сентября. Следствие обвиняет Стрелкова в публичных призывах к экстремистской деятельности в интернете по статье 280 УК РФ. Обвинения в адрес Стрелкова связаны с двумя постами, опубликованными в его телеграм-канале.
По сообщениям украинских военных и властей, войска РФ в ночь на 21 июля ударили ракетами по зерновым терминалам одного из агропредприятий в Одесской области. Глава военной администрации Одесской области Олег Кипер сообщил, что уничтожено 100 тонн гороха и 20 тонн ячменя, осколками ранены два человека. Минобороны РФ объявило о пуске в Чёрном море крылатых и противокорабельных ракет в рамках «учения по изоляции района, временно закрытого для судоходства».
Президент Украины Владимир Зеленский в своём ежедневном обращении к нации заявил, что в результате российских обстрелов Донецкой и Черниговской областей погибли четыре человека, в том числе двое детей.

### 22 июля

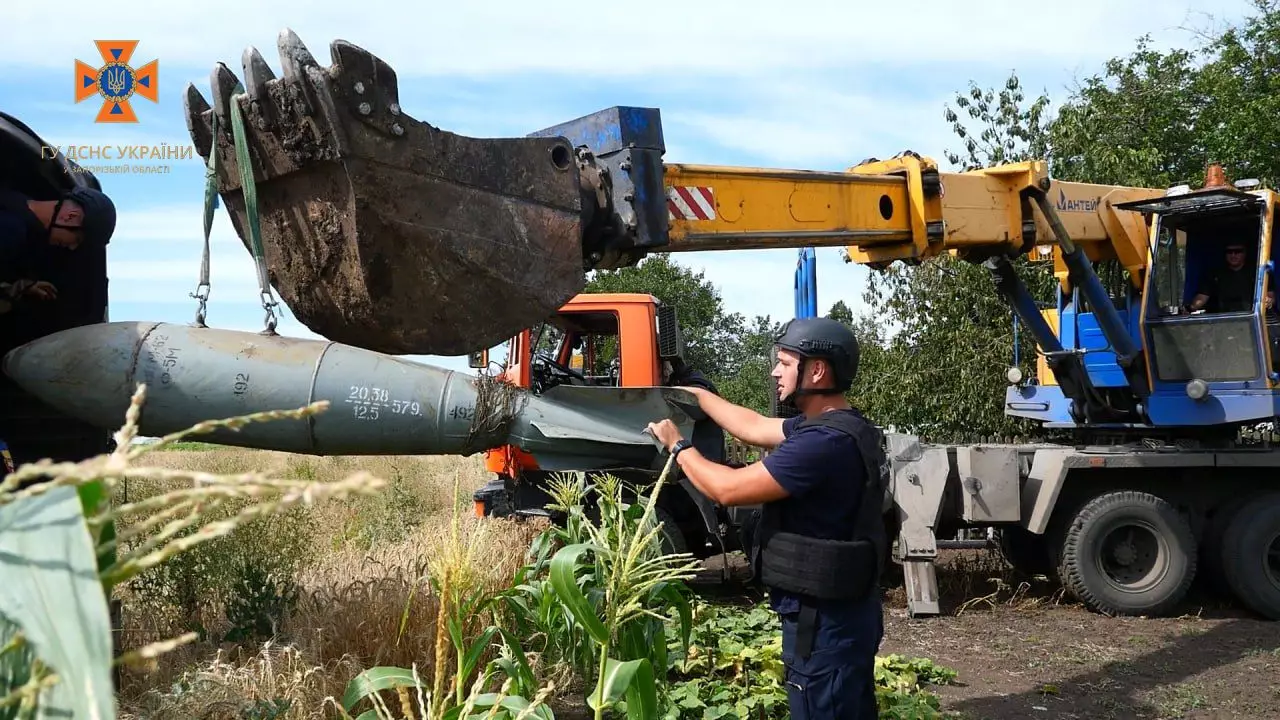
Вывоз неразорвавшейся авиабомбы в Запорожской области

Губернатор Крыма Сергей Аксенов сообщил, что в результате атаки украинского беспилотника в Красногвардейскиом районе произошла детонация на складе боеприпасов. Сообщалось об эвакуации населения в радиусе пяти километров от места ЧП и приостановке движения по Крымской железной дороге. Пострадавших нет.
Российские источники относительно боёв на севере Донецкой и западе Харьковской областях сообщали, что российские войска провели атаки возле Синьковки, что северо-восточнее Купянска, а российский новостной агрегатор утверждал, что российские войска продвинулись в районе самой Синьковки, закрепившись на железнодорожной станции Мовчаново. 22 июля российскими источниками опубликованы кадры, на которых видно, как подразделения 98-й воздушно-десантной дивизии продвигаются в неустановленном районе на Лиманском направлении.
Российские источники утверждали, что украинские войска провели наступательные атаки к северу и югу от Бахмута, но ВСУ не смогли добиться видимых успехов. Минобороны России заявило, что российские подразделения ВС РФ отразили украинские атаки в районах Клещиевки и Зайцево. Российские войска также провели ряд контратак в районе Бахмута, но тоже не добились подтвержденных успехов, об этом сообщал Генштаб Украины и некоторые российские источники.
В Запорожской области и востоке Донецкой области сообщалось (источниками обеих сторон) о наступательных атаках ВСУ, но успехов украинские силы добиться не смогли. По информации от российской стороны, все атаки в этих районах были отбиты.
По заявлению Минобороны РФ, в результате украинского удара с применением кассетных боеприпасов в Запорожской области был убит российский военный корреспондент государственного информационного агентства РИА Ростислав Журавлёв. Ещё трое его коллег получили ранения. Deutsche Welle сообщило о ранении своего корреспондента и гибели солдата ВСУ от кассетных боеприпасов в ходе российской атаки. По факту гибели журналиста в России заведено уголовное дело.

### 23 июля

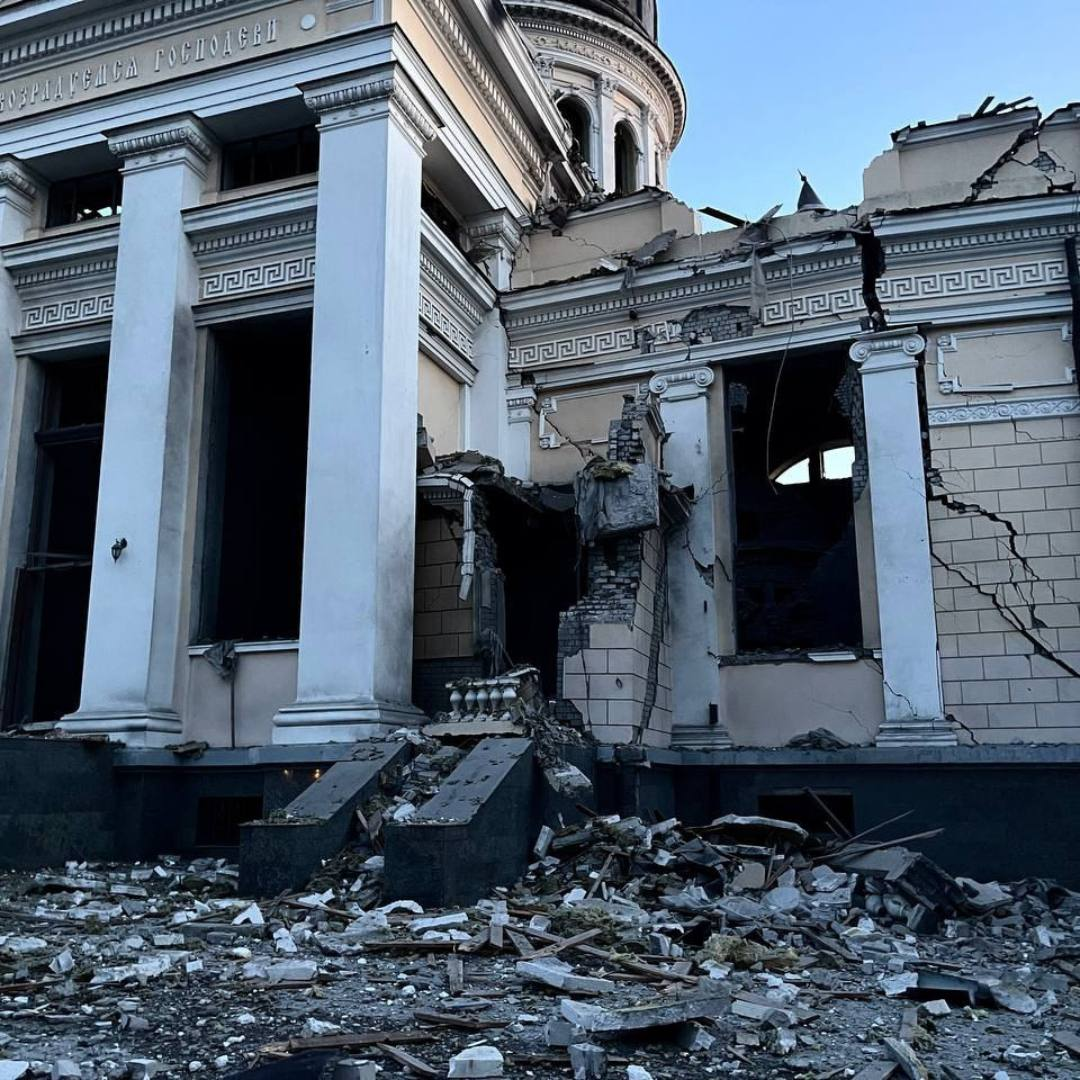
Спасо-Преображенский собор Одессы после ракетного удара

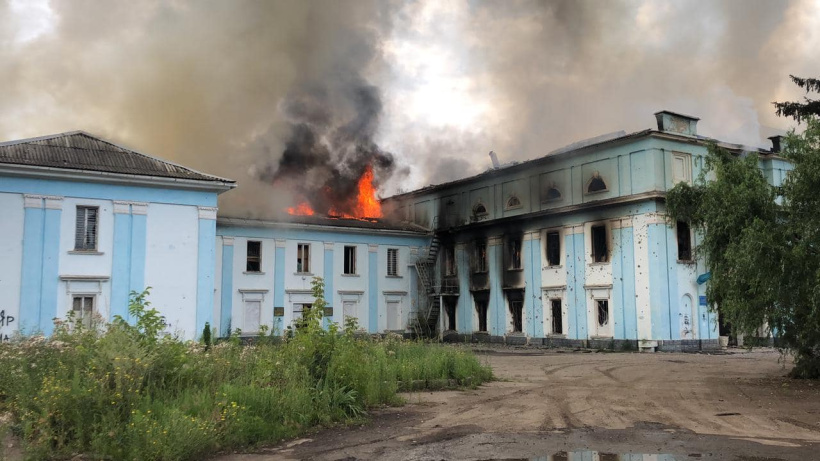
Дворец культуры в Часовом Яре после обстрела

В ночь на 23 июля российская армия нанесла очередной ракетный удар по Одессе. По данным украинских военных, из Крыма и акватории Чёрного моря было выпущено 19 ракет 5 типов; 9 ракет удалось сбить. Повреждены портовая инфраструктура, не менее 6 жилых домов и десятки автомобилей. Пострадали 29 памятников архитектуры. По данным местных властей, это самый масштабный удар по историческому центру города за время войны. Одна из российских ракет попала в Спасо-Преображенский собор УПЦ Московского патриархата — крупнейший храм Одессы. Сильно пострадал Дом учёных, есть разрушения на бульваре Михаила Жванецкого. По данным областной администрации, один человек в городе погиб и 19, в том числе 4 детей, ранены. Минобороны РФ заявило, что российские военные нанесли удар по объектам, где, по их мнению, готовились террористические акты против РФ с применением безэкипажных катеров, а также местам их изготовления. После сообщений об ударе по Спасо-Преображенскому собору МО РФ заявило, что это следствие падения украинской ЗУР в результате безграмотных действий операторов комплексов ПВО, которые, по мнению МО РФ, располагаются в жилых кварталах.
В Донецкой области от российского обстрела сгорел дворец культуры в городе Часов Яр.
Госсекретарь США Энтони Блинкен в интервью CNN заявил, что украинские силы освободили примерно 50 процентов территории, захваченной российскими войсками с начала полномасштабного вторжения России.
23 июля российские войска, как сообщается, добились тактических успехов к юго-западу от Сватово. Ряд российских источников сообщали, что российские войска пересекли реку Жеребец к западу от Кармазиновки и продолжили продвижение по западному берегу реки в направлении Новоегоровки. Сообщалось, что российские войска продвинулись в этом районе на глубину до четырёх километров. Генштаб Украины сообщил, что российские войска провели безуспешные наступательные действия к западу от Сватово и Кременной.
Российские источники утверждали, что украинские войска безуспешно провели ряд атак вдоль линии Сватово-Кременная. Министерство обороны России заявило, что российские подразделения отразили несколько украинских атак к юго-западу от Сватово и к югу от Кременной. По мнению Института изучения войны, российские источники, возможно, преувеличивают российские успехи и украинскую наступательную активность вдоль линии Купянск-Сватово-Кременная, чтобы показать провал продолжающегося украинского контрнаступления.
По Бахмутскому направлению украинский источник сообщил, что украинские войска продвинулись к северо-западу от Хромово, что западнее Бахмута. Российский источник сообщал, что войска ВСУ уже находятся в западной части Хромово. Министерство обороны России заявило, что российские войска отразили наступление украинских войск вблизи Клещиевки.
По сообщениям российских источников, украинские силы в районе западной части границы Донецкой и восточной части Запорожской области смогли продвинуться вперед по состоянию на 23 июля, так по их утверждениям ВСУ продвинулись к северу от Старомайорского и к северу от Приютного. Но другой российский источник давал противоположную информацию: что российские войска смогли отразить украинские атаки вблизи Старомайорского и Урожайного.
Относительно Запорожской области спикер ВСУ Валерий Шершень сообщил, что с 21 по 22 июля украинские войска продвинулись более чем на два километра вглубь российских оборонительных позиций. Минобороны России и другие российские источники сообщали об успешном отражении украинских наступательных атак в районе Работино.
Российский источник утверждал, что украинские силы по-прежнему сохраняют присутствие на восточном берегу Днепра в Херсонской области в районе Алёшек и что украинский спецназ прощупывает российскую оборону возле Голой Пристани и Крынки. Пресс-секретарь ВСУ Наталия Гуменюк сообщила, что российские подразделения ВДВ и другие спецподразделения начинают дислоцироваться вдоль Днепра и проводить диверсионные атаки вдоль реки и вблизи островов дельты.

### 24 июля

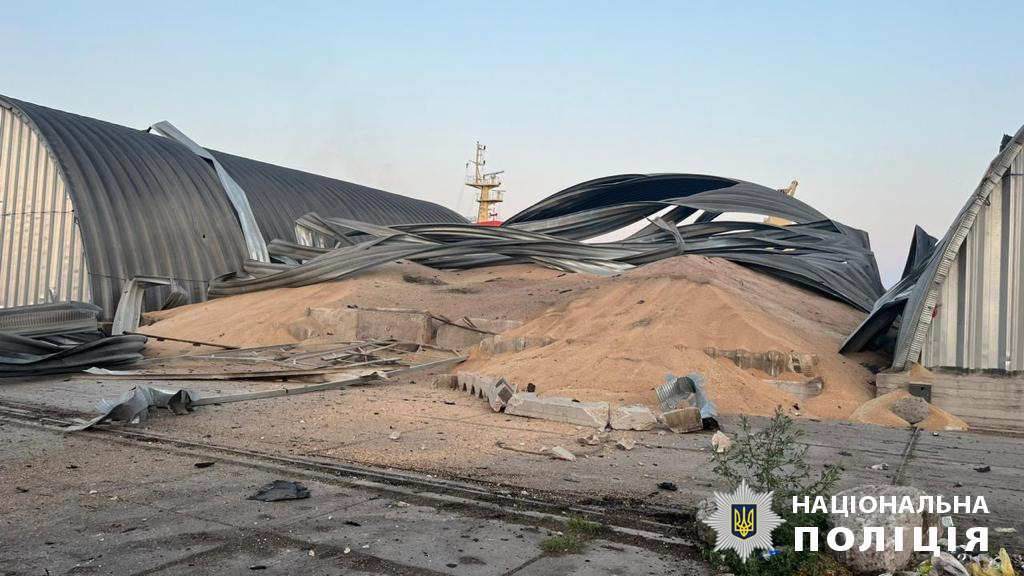
Зернохранилище в Одесской области после удара 24 июля

В ночь на 24 июля российская армия вновь атаковала иранскими беспилотниками Shahed 136 портовую инфраструктуру в Одесской области — в этот раз (и впервые) на Дунае: в Рени и Измаиле. Разрушен ангар с зерном, повреждены ёмкости для других грузов. Пострадали 6 сотрудников порта.
Атака беспилотников на Москву: повреждены два нежилых здания. Разрушена кровля административного здания на Комсомольском проспекте (рядом с несколькими военными объектами) и повреждён строящийся бизнес-центр на проспекте Лихачева. Пострадавших не было.
Агентство France-Presse сообщило о ранении своего видеокорреспондента гражданина США Дилана Коллинза, снимавшего репортаж об артиллерийской позиции ВСУ, в результате атаки беспилотника.
Российские войска на линии Сватово-Кременная продвинулись вперёд. По информации пророссийского телеграм-канала «Военный осведомитель», ВС РФ форсировали реку Жеребец и заняли ряд высот на противоположном берегу, увеличив плацдарм размером 5 на 7 километров. По данным того же канала, во время наступления со стороны Каразиновки российские войска захватили несколько опорных пунктов ВСУ.
Сообщается о применении ВСУ кассетных боеприпасов на авдеевском направлении.
Глава Крыма Сергей Аксёнов сообщил, что в Джанкойском районе от атаки украинских БПЛА загорелся склад боеприпасов. Сёла в радиусе пяти километров решено эвакуировать. Приостановлено движение по железной дороге и автомобильной трассе Джанкой-Симферополь и ненадолго перекрывалось движение по Крымскому мосту. По словам Аксёнова, ПВО уничтожили 11 беспилотников, но Минобороны РФ сообщило, что ВСУ атаковали Крым 17 беспилотниками, из которых 14 были подавлены силами РЭБ и ещё 3 были сбиты.

### 25 июля
Российская армия атаковала Киев иранскими беспилотниками Shahed (в шестой раз за месяц). По данным местных властей, все беспилотники были сбиты на подлёте к городу, жертв и разрушений нет. Кроме того, иранские беспилотники сбивали над Полтавской и Сумской областями. Три беспилотника ударили по Черкасской области (один попал в пустой ангар, два — в поля).
Минобороны России заявило, что подразделения 15-й мотострелковой бригады захватили Сергеевку на Сватовском направлении и продвинулись по фронту шириной четыре километра на глубину до двух километров в этом районе. Российские источники сообщали, что российские войска пересекли реку Жеребец и провели атаку на Кармазиновку, что юго-западнее Сватово. Также источниками сообщалось, что российские войска смогли расширить плацдарм возле Новоегоровки. Однако российские источники не распространяли заявления Минобороны РФ о российских успехах на Сватовском направлении. Украинские источники также не подтвердили никаких боевых действий в этих районах за последние несколько дней.
Относительно направления Кременной минобороны России заявило, что подразделения 234-го десантно-штурмового полка отразили украинские атаки к юго-западу от Кременной в районе Серебрянского леса, и провели контратаку, продвинувшись на 1,5 километра.
По Бахмутскому направлению российские источники сообщали, что украинские войска заняли позиции на высотах в районе Клещиевки, а на окраинах населённого пункта идут бои. Другая часть источников из России также утверждала, что украинские войска заняли только часть высот возле Клещиевки и что украинские войска уже вошли на южную и юго-западную окраины населенного пункта. Но от других военных блогеров поступали утверждения, что ни российские, ни украинские силы не контролируют весь населенный пункт. Генштаб Украины сообщил, что украинские войска ведут наступательные действия к северу и югу от Бахмута и что российские войска отошли из Андреевки. Российский источник, относительно района южнее Бахмута,  утверждал, что украинские силы прорвали российскую оборону в направлении Андреевки, хотя другие источники сообщали, что украинские войска в районе Андреевки не смогли продвинуться к населенному пункту.
Министерство обороны России, в свою очередь заявило, что подразделения ВС РФ смогли сдержать наступление войск ВСУ вблизи Клещевки и Зайцево. Другие российские источники сообщали, что российские войска восстановили контроль над окрестностями Берховки и Ягодного, что соответственно северо-западнее и западнее от Бахмута.
25 июля украинские силы добились успехов в некоторых районах вдоль границы между Запорожской и Донецкой областями. Так, по словам спикера ВСУ Валерия Шершеня, украинские войска смогли продвинуться в направлении Старомайорского на расстояние до 750 метров. Минобороны России, в свою очередь, сообщило, что российские подразделения отразили серию украинских наступательных атак в районе Старомайорского. Российские источники также сообщали об украинских атаках на российские позиции в районе Приютного.
Издание Politico 25 июля со ссылкой на данные таможни сообщает, что с начала 2023 года российские компании закупили в Китае товары двойного назначения, необходимые для армии РФ, на сотни миллионов долларов. По информации издания, гражданских беспилотников было поставлено более чем на 100 миллионов долларов, а кевлара для бронежилетов — более чем на 225 миллионов долларов.
Депутаты Госдумы России во втором и третьем чтениях одобрили законопроект о повышении призывного возраста до 30 лет: теперь в российскую армию будут забирать людей возрастом от 18 до 30 лет. Этот же законопроект содержит поправки к федеральному закону, регулирующему оборот оружия. Согласно документу, главы российских регионов смогут создавать специализированные военизированные предприятия. Это, как заявляется в Госдуме, делается «в целях усиления охраны общественного порядка и обеспечения общественной безопасности в период мобилизации, в период военного положения, в военное время».

### 26 июля
26 июля украинские военные сбили 36 российских крылатых ракет над Днепром, Киевской и Харьковской областями, заявили в командовании ВВС Украины. Всего, по их словам, во второй половине дня было три волны запусков российских ракет по Украине. В первую волну были сбиты три «Калибра» из трех запущенных. Вечером армия РФ атаковала Украину 36 ракетами Х-101 и четырьмя ракетами Х-47 «Кинжал». ВСУ сбили 33 ракеты Х-101/Х-555 и неназванное количество X-47.
Украинская государственная компания «Энергоатом» заявила, что энергоблок № 4 Запорожской АЭС, которую контролируют войска РФ, 24 июля перевели в состояние «горячей остановки». По их словам такие действия являются грубым нарушением требований лицензии на эксплуатацию этой ядерной установки, которое может привести к аварии.

### 27 июля
Минобороны России 27 июня заявило, что подразделения 7-го мотострелкового полка захватили неустановленные позиции к северо-западу от Сватово, в районе Куземовки. Минобороны России также сообщало, что подразделения ВС РФ продвинулись на 12 км по фронту и на 3 км вглубь украинских оборонительных линий в районе Сергеевки. Другие российские источники утверждали, что российские войска продвигаются к западу от Сватово в направлении реки Оскол со скоростью 1 км в день. Также российские источники сообщали, что российские войска к юго-западу от Кременной прорвали украинские оборонительные рубежи в неустановленной части лесного массива.
Институт изучения войны на основе геолоцированных данных сообщил, что украинские силы незначительно продвинулись к северу от Клещиевки. Российские источники утверждали, что украинские силы вели атаки в сёлах к северу и юго-западу от Бахмута. Российскими источниками сообщается противоречивая информация относительно контроля Клещиевки. Так, по заявлениям части российских источников, российские войска полностью контролируют Клещиевку, но некоторые другие российские блогеры утверждали, что украинские силы сохраняют присутствие в южной части Клещиевки и продолжают попытки освободить населенный пункт.
Российские источники сообщали также об российских контратаках к северо-западу от Бахмута вблизи Орехово-Васильевки и к юго-западу от него же в районе Курдюмовки.
27 июля президент Украины Владимир Зеленский опубликовал кадры, на которых видно, что украинские силы освободили Старомайорское. Ночью 26 июля и утром 27 июля российские блогеры утверждали, что украинские войска удерживают позиции на северной окраине Старомайорского и продолжают наступление на само село с севера и северо-запада.
Представитель Нацгвардии Украины Николай Уршалович сообщил, что 27 июля украинские силы добились значительных успехов на Мелитопольском направлении. Министерство обороны России и некоторые российские источники утверждали, что украинские силы провели неудачные наступательные операции в районе Работино. Также частью российских источников утверждалось, что украинские войска продвинулись в сторону Роботино, но другая часть военных блогеров утверждали, что российские войска отразили все украинские атаки. Один российский блогер утверждал, что украинские войска продвинулись в пределах 800-1000 метров от Роботино за ночь, прежде чем российские войска смогли остановить украинское наступление.
Владимир Путин отметил усиление атак украинских подразделений в течение нескольких прошедших дней, но заявил о том, что им не удалось достичь каких-либо успехов. По его словам, при отражении атак российские войска нанесли противнику серьёзные потери.

### 28 июля

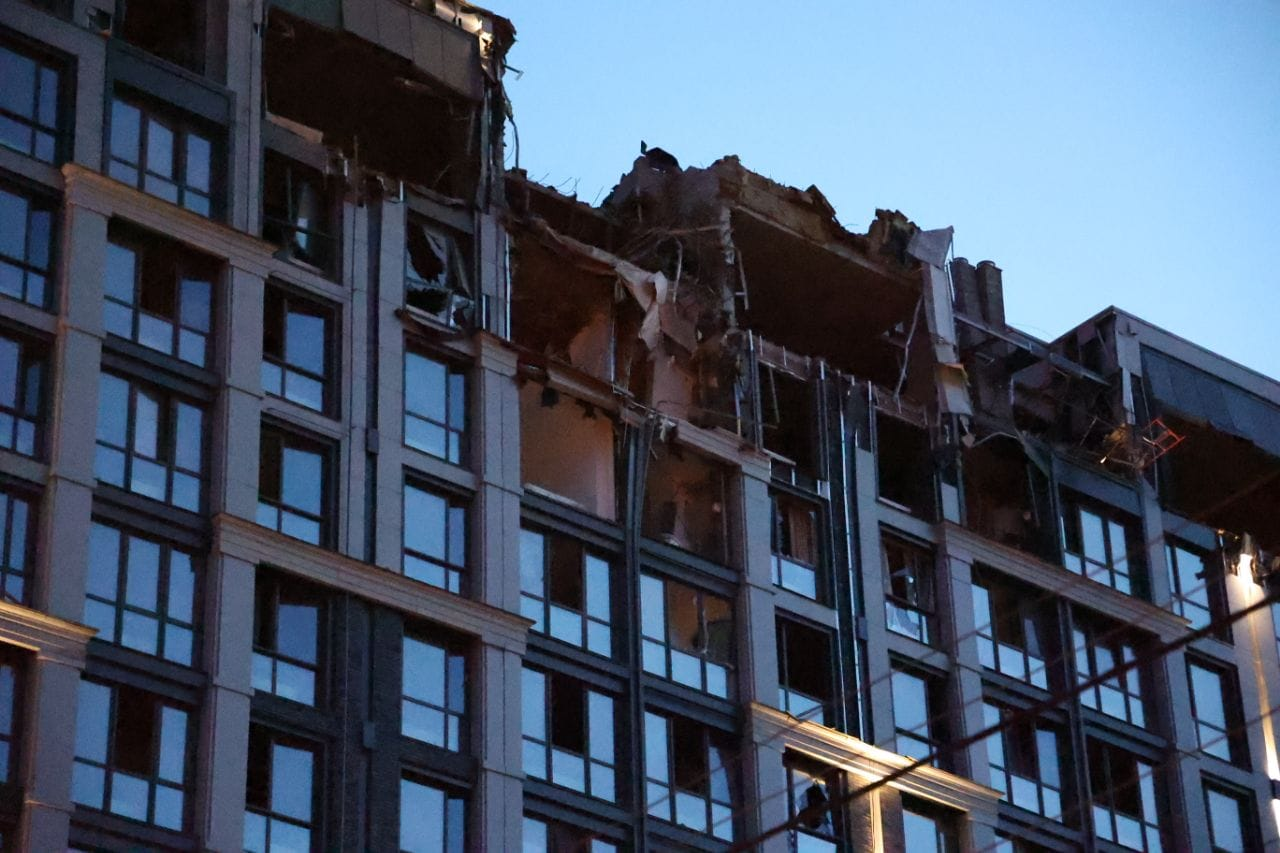
Повреждённый дом в Днепре

Днем в центральной части Таганрога произошел взрыв. Российские власти обвинили Украину в обстреле города ракетой С-200.
Вечером российские войска нанесли удар по жилому дому и зданию Службы безопасности Украины в Днепре — по словам Владимира Зеленского и украинского Генштаба, двумя крылатыми ракетами «Искандер». Пострадали 9 человек.

### 29 июля

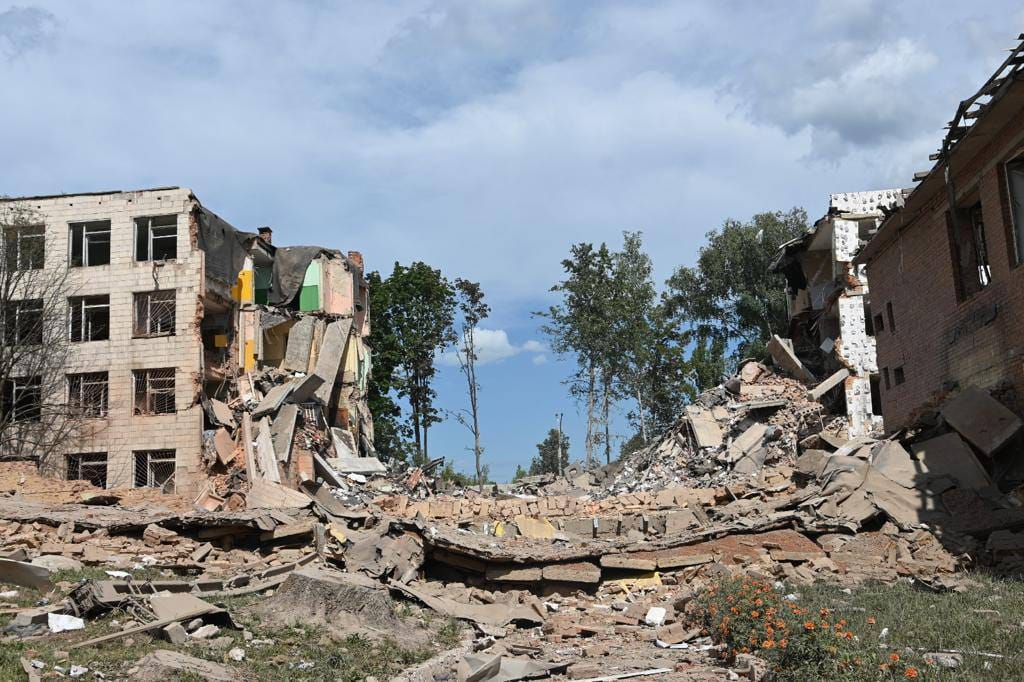
Разрушенное профтехучилище в Сумах

Вечером российским ракетным ударом было разрушено профессионально-техническое училище в Сумах. Пострадали учебные корпуса и два общежития, погибли два человека и пострадали 20.
The Wall Street Journal и The Financial Times 29 июля сообщили, что 5–6 августа в Джидде пройдут переговоры о мирном урегулировании российско-украинской войны. По данным СМИ, на встречу, в частности, пригласили представителей Китая, Бразилии, ЮАР, Индии, Индонезии, Аргентины, Египта, Мексики, Чили и Замбии. Приглашения получили также страны, поддерживающие Украину, такие как Япония и Южная Корея, и более десятка европейских стран. Свое участие подтвердили Великобритания, ЮАР, Польша и страны ЕС. Ожидается, что в саммите будет участвовать советник президента США по национальной безопасности Джейк Салливан. Глава офиса президента Украины Андрей Ермак подтвердил, что Украина готовит встречу в Саудовской Аравии. Россию, как сообщается, на саммит не приглашали. Пресс-секретарь президента РФ Дмитрий Песков, комментируя сообщения о встрече в Джидде, заявил, что Россия будет внимательно следить за встречей.
В ВСУ сообщили, что утром 29 июля украинские войска нанесли удары по Чонгарскому мосту между Крымом и подконтрольной России частью Херсонской области. Глава российской администрации Херсонской области Владимир Сальдо заявил, что украинские военные выпустили по железнодорожному мосту в Чонгаре 12 ракет Storm Shadow, но российская ПВО все их перехватила.
По сообщениям пророссийских источников, на Сватовском направлении подразделения 21-й мотострелковой бригады захватили Новоегоровку и в настоящее время зачищают прилегающие районы. Также они утверждали, что российские войска штурмуют посёлок Надия и оттесняют украинские силы с высот между Новоегоровкой и Надией.
На Бахмутском направлении, по данным Института изучения войны, основанным на геолоцированных снимках, украинские войска смогли продвинуться к северо-западной окраине Курдюмовки. Российские источники сообщали, что украинские войска проводили атаки на Клещиевку и на другие населённые пункты к северу и северо-западу от Бахмута.
Также ИИВ сообщал, что на границе Запорожской и Донецкой областей ВСУ продвинулись севернее Приютного.
Украинский Генштаб сообщил, что ВСУ продолжают наступление на Мелитопольском направлении. Российские источники утверждали, что украинские силы вели наступление в районе Работино, но не смогли прорваться к населённому пункту. По некоторым другим данных от пророссийских источников, ВСУ захватили небольшой лесной массив к северо-востоку от Работино.

### 30 июля
Минобороны РФ заявило, что в ночь на 30 июля ВСУ запустили 25 беспилотников по территории Крыма. По их данным, российские средства ПВО и РЭБ уничтожили все 25 украинских БПЛА.

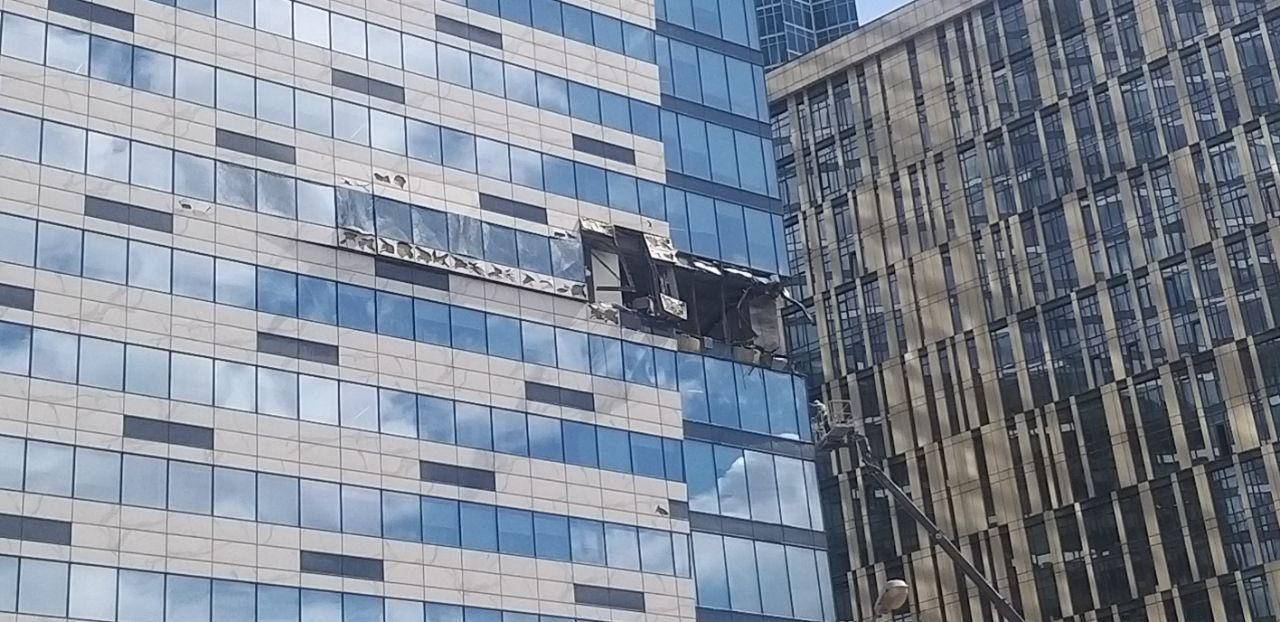
Повреждённое здание в Москва-Сити

Мэр Москвы Сергей Собянин сообщил, что в ночь на 30 июля город атаковали украинские беспилотники. По его словам, были незначительно повреждены фасады двух офисных зданий Москва-Сити. В ТАСС по этому поводу сообщили, что в результате взрыва в башне «Око-2» пострадал охранник. В Минобороны РФ заявили, что в атаке на Москву участвовали три дрона, один из которых был уничтожен ПВО над Одинцовским районом Московской области, а два других были подавлены средствами РЭБ и, потеряв управление, потерпели крушение на территории Москва-Сити.

### 31 июля

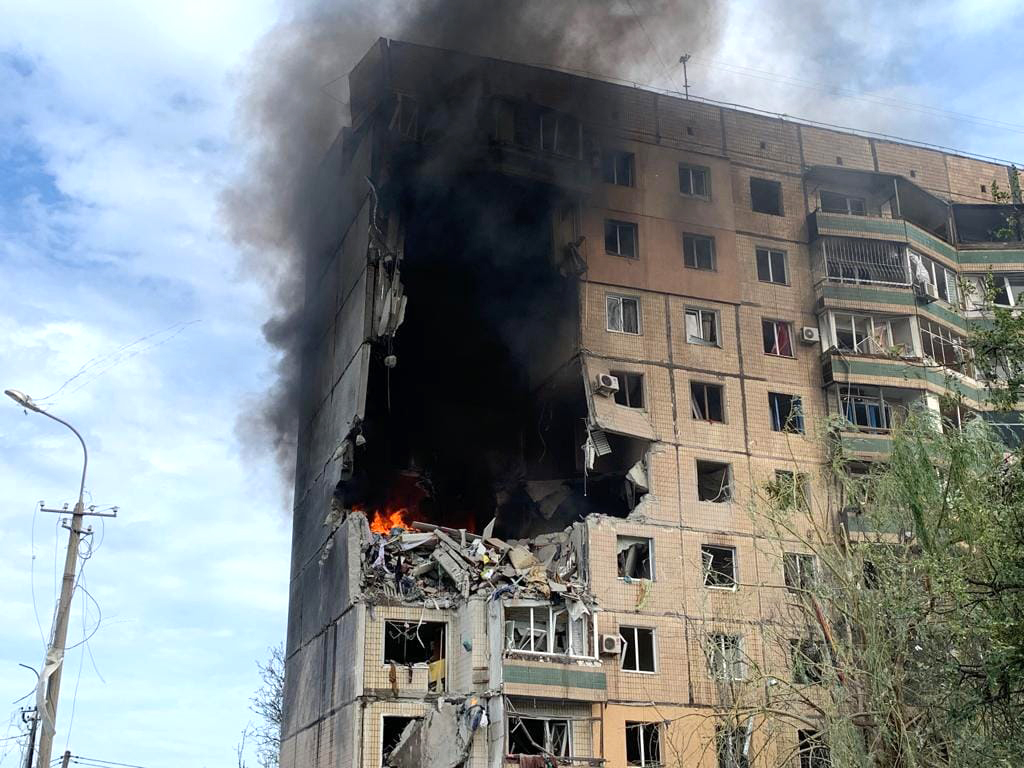
Дом в Кривом Роге после ракетного удара

Утром российская армия нанесла удар по Кривому Рогу — по словам Владимира Зеленского, двумя баллистическими ракетами. Разрушены учебный корпус университета и часть девятиэтажного жилого дома. 6 человек погибли и 75 пострадали, из которых более 20 госпитализированы.
31 июля российские военные нанесли ракетные удары по Харькову и Херсону. В результате обстрела Харькова в Новобаварском районе города загорелись складские помещения. В Херсоне под обстрел попал центр города. Погибли три человека.
В телеграм-канале, связанном с ЧВК Вагнер, где размещаются объявления о найме наёмников, сообщили, что ЧВК приостановила работу своих региональных центров по набору. Согласно каналу, острой необходимости в наборе новых рекрутов сейчас нет.
Замминистра обороны Украины Анна Маляр сообщила, что российские войска пытались продвинуться к югу от Новосёловского и оттеснить украинские войска через реку Оскол, протекающую к западу от Сватово. Минобороны России заявило, что российские войска заняли выгодные позиции к северо-западу от Сватово в районе Куземовки, другие российские источники также сообщали, что российские войска смогли продвинуться к береговой линии реки Оскол, а другие источники сообщали о тяжелых боях к юго-западу от Сватово вблизи Новоселовского, Новоегоровки и Надии.
Представитель российской группировки войск «Центр» заявил, что российские войска захватили восемь украинских опорных пунктов в районах Райгородки и Червонопоповки. Несколько российских источников утверждали, что российские войска продвинулись в районе Серебрянского леса к юго-западу от Кременной в направлении Лимана.
На Бахмутском направлении, по словам российских военных блогеров, ВСУ провели наземные атаки в районе Дубово-Васильевки. Те же блогеры сообщили, что к юго-западу от Бахмута продолжаются тяжелые бои возле Андреевки и Клещиевки.
Относительно востока Запорожской области один из российских источников утверждал, что войска РФ отошли на позиции на левом берегу реки Мокрые Ялы к югу от Старомайорского, чтобы защититься от продвижения украинских войск южнее. Кроме того, источник утверждал, что украинские силы продвинулись в районе Приютного. Другие источники сообщали, что российские войска провели контратаку возле Старомайорского и смогли отбить утраченные позиции в этом районе. Также они сообщали о продолжающихся боях в районе трассы Т0518 Урожайное — Великая Новоселка и в районе села Урожайное.
Анна Маляр относительно Запорожского направления сообщила, что украинские силы добились успехов (каких именно — не уточнялось) в районах Малой Токмачки и Работино.